# 中央競馬

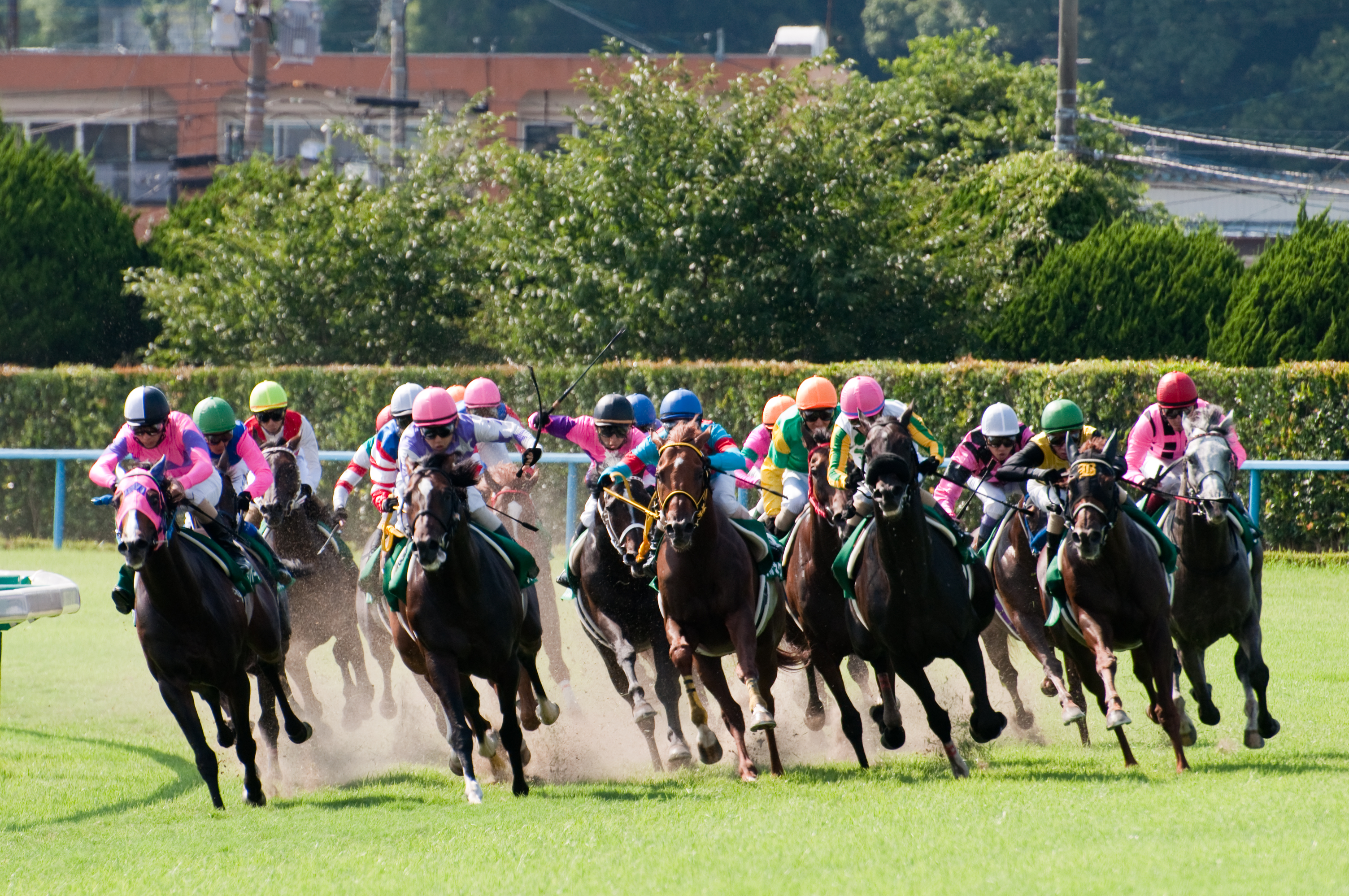
中央競馬のレースの様子（第46回小倉記念・2010年8月1日）

中央競馬（ちゅうおうけいば、英語: national racing）とは、日本中央競馬会（JRA）が主催する競馬である。1954年9月25日に東京競馬場、京都競馬場において初めて開催された。

## 概要

### 開催
現在、中央競馬は10の競馬場で年間で最大288日行われる。10の競馬場（競馬場一覧を参照）において、原則、週末の土・日曜日の2日間を4週、計8日間で1つの開催とすることが基本である。1年（平年）=365日=52週+1日なので52週÷4週=13開催であるが、関東（東京・中山）で10開催、関西（京都・阪神）で10開催、中京・小倉・福島・新潟がそれぞれ3開催、北海道（札幌・函館）で4開催、合計36開催を基本に2006年まで日数を1開催8日間の固定で日程が組まれていた。ただ各競馬場の改修工事がある場合は代替開催で必ずしも基本通りの開催日程にならないことが多かった。また2007年以降は全体の開催日数288日は変らずに、1開催12日までが可能となって各競馬場の開催日程は毎年変動している。なお年間スケジュールは「暦年制」であるが、基本に1年の開催初日は1月5日、最終日は12月28日で、これは年末年始の地方競馬の開催と重複しないようにしているためである。ただし、1月4日が日曜日に当たる場合、初日、最終日がそれぞれ前倒し、あとずらしとする場合もある。
2012年は「4大競馬場と新潟競馬場の日程を重視」した日程となり、
- 北海道の開催を函館・札幌それぞれ2回・16日を函館2回・12日間（第1回・第2回とも6日間）、札幌2回・14日間（第1回8日間・第2回6日間）に、福島と中京はそれぞれ3回22日間（福島・中京とも第1回・第2回とも8日間・第3回6日間）、小倉は2回22日間（第1回10日間、第2回12日間。2・3回を統合することで1節削減）に規模を縮小。
- 3日間の連休開催[注 5]を強化し、9月15 - 17日に中山と阪神、10月6 - 8日に東京と京都、12月22 - 24日に中山と阪神でそれぞれ3日ずつの開催（2011年までと異なり、3競馬場での分担ではない）とする。
- 更に33年ぶりの変則開催がとられて締め括りは中山の有馬記念では無く阪神の阪神カップとなった。
- 夏季競馬・東京優駿の盛り上がりと出走馬の円滑な出走サイクルの確保の観点から
  - 春季競馬として行う第2回東京の全8日+第3回東京の前半4日を統合し、第2回東京12日間、また第3回東京の（後半）4日分は夏季競馬扱いとして施行。
  - 中京開催の変更などの見直しの観点から
    - 平年の第3回京都全8日+第2回中京前半4日を第3回京都12日間に統合。
    - 平年の第2回中京後半4日+第3回阪神前半4日を第3回阪神8日間（6月のみ）に統合。
    - 平年の第3回阪神後半4日+第2回小倉前半4日を第2回中京8日間（7月のみ）に統合（事実上阪神と中京の開催場を入れ替え）。
    - 平年の第2回小倉後半4日+第3回小倉全8日を第2回小倉12日間に統合。

2013年は「4大競馬場と中京競馬場の日程を重視」した日程となり、
- 北海道の開催も函館のみになるため、4回・24日間（第1回、第2回、第3回、第4回とも6日間）として開催する。また通年開催が可能になった中京は4回26日間（第1回、第2回、第4回は6日間、第3回は8日間）に拡大。小倉は20日間に縮小される（第1回8日間、第2回12日間）。
- 3日間の連休開催を強化し、1月12 - 14日に中山と京都、9月14 - 16日に中山と阪神、10月12 - 14日に東京と京都、12月21 - 23日に中山と阪神でそれぞれ3日ずつの開催する。
- 夏季競馬における関東主場開催の見直しの観点から
  - 平年の第3回東京全4日+第2回福島前半4日を第3回東京8日間（6月のみ）に統合。
  - 平年の第2回福島後半4日+第2回新潟前半4日を第2回福島8日間（7月のみ）に統合。
  - 平年の第2回新潟後半4日+第3回新潟全8日を第2回新潟12日間に統合。

といった日程の見直しを行ったが、全体開催数の36回・288日の日程は維持されている。
2014年は中山競馬場の改修工事のため、第4回（9月）の開催分を新潟競馬場に振り替えた以外は本来の日程で行われたが、3連休開催のうち、敬老の日（9月15日）には開催せず、3月21日の春分の日を含めた3月23日までの3日間開催（中山・中京・阪神のその週の2日間ずつの開催を、1日2場ずつ、3日間に分けて行う）を行った。2015年は2008年以来7年ぶりとなる本来の通年スケジュールでの開催となった。
2020年は京都競馬場が同年度から全面改築・改修工事を行い同11月以後の競馬開催ができないことと、東京オリンピック開催への協力などの観点から、次のような日程に変更された。
- 京都競馬場改築に伴うものとして、11月に行われる第5回京都競馬開催相当分を第5回阪神競馬に代替充当。また阪神競馬場の馬場保護の観点から、7月の第3回中京競馬相当分と9月の第4回阪神競馬相当分を入れ替え、7月に第4回阪神競馬、9 - 10月に第2回中京競馬をそれぞれ開催する。
- 東京オリンピック開催協力、並びに猛暑対策として7月25日 - 8月9日の五輪本開催期間中は新潟競馬場と函館競馬場の2会場とし、関西での開催を休止する。
- これに付随し、春季開催についても平年の第1回中京競馬・第1回小倉競馬にそれぞれ相当する1-2月開催分を第1回小倉競馬として6週間、また3月の平年の第2回中京競馬相当分は第1回中京競馬4週間にそれぞれ充当するほか、4月の第1回福島競馬を4週間、4-5月の第1回新潟競馬を3週間にそれぞれ変更する。
- また当初は6 - 7月に第1・2回函館競馬（各3週間）→7 - 9月に第1・2回札幌競馬（第1回・3週間、第2回・4週間）の予定を、東京オリンピックのマラソン・競歩の競技会場が札幌市周辺で行われることを受け、警備上の観点から第1回札幌→第1・2回函館（以上各3週間）→第2回札幌（4週間）に変更された[2]が、新型コロナウイルスの感染拡大により東京オリンピックが延期されたため、変更予定を撤回し、当初の発表通りに実施。

2021年・2022年も京都競馬の開催が改築のため使用できなかったため、次のような日程に変更された。
- 1 - 2月の京都競馬を、第1回（8日間）・第2回前半（4日間）を合わせて第1回中京競馬（12日間）、第2回後半（4日間）は本来の第1回阪神競馬（8日間）と合わせて第1回阪神競馬（12日間）としてそれぞれ開催（2023年も同文）。また、本来の第3場扱いの第1回中京競馬については、第1回小倉競馬として、開催（ただし重賞についてはそのまま、中京で開催）
- 4 - 5月の第3回京都開催（12日間）相当については、前半4日間を第2回阪神競馬（平年の第2回阪神8日間と合わせて12日間）、後半8日間を第3回中京競馬（8日間）、またこれに付随して6月の第3回阪神開催前半4日間をそのまま第4回中京競馬として開催した（第3回後半4日間は開催期間短縮ではあるが通常に同じ）。
- また中京競馬の馬場保護の観点から、7月の平年の第3回中京競馬（8日間）をそのまま第3回小倉競馬に充当。
- 第4回阪神競馬（9日間）も阪神競馬の馬場保護の観点から、そのまま第5回中京競馬に充当。
- 第4・5回京都競馬（第4回9日間、第5回8日間）はそのまま第4・5回阪神競馬に充当。

2021年は引き続き東京2020オリンピックへの協力の観点から、平年の第1回函館（6日間）と第1回札幌（6日間）の日程を交換し、まず第1回札幌（6日間）→第1回函館（12日間=平年の第2回函館と第1回札幌各6日間を統合）→第2回札幌（8日間）に変更された。
2020年からの東京五輪への協力と、暑熱対策のための7-8月の西日本地区の休催期間については、2022年から2024年まで2週間（4日間）に短縮のうえで継続し、この期間中は新潟・札幌（2021年のみ函館）のみの開催となる。

### 競走
競走は競馬番組に従って行われる。1日に開催される競走は最大12である。2019年までジャパンカップ開催日の東京競馬は混雑緩和のため全11競走であったが、2020年以降は12競走を編成する。
「競走の数は、1日につき12以内とし、日出から日没までの間に行う」とされるが通常は第1競走が10時頃、途中昼休みを挟んで最終競走が16時15分前後が原則であるが、2013年以後、薄暮を含む夏季（6 - 8月）、及び日没が早く時間的な制約を受ける冬季（11 - 1月）を除いて、1日の全体の最終競走はファンにゆとりをもって競馬を観戦してもらうために16:25に設定している。なお、2004年からは薄暮開催が行われるようになった。
なお、1997年までは基本的な競走数を11とし、出馬投票によって出走希望馬が多かった競走のうち1つを分割し、最大12競走を開催することもあった（あらかじめ12競走組まれる場合と旧3歳＜現2歳＞戦以外のGI開催日は除く）が、1998年からは基本競走数が12に定められたため分割競走は原則行わなくなった。当該項の詳述参照。
1日のメイン競走の開催順序については旧来は第3場→東日本→西日本、冬期は東日本→第3場→西日本と東から西へという流れであったが2009年以降、これが西日本でGI級レースが行われる場合でない限り第3場→西日本→東日本と東西逆転した。春期の3月下旬から6月中旬、秋期の9月は関西の準薄暮開催、夏期は薄暮開催により競走番号を調整して対応するが、1月（2024年以降）から3月中旬、10月、12月（2023年以降）は東日本のレースが1日の最終レースとなる。日没時間の関係で11月、1月（2023年まで）は第3場→東日本→西日本の順、12月（2022年まで）は東日本→第3場→西日本の順になるため、西日本のレースが1日の最終競走となる。
2024年の第2回新潟競馬（7月27日から8月4日まで）については暑熱対策のため、11時35分発走の第5競走終了後から15時10分まで「休止時間」が設定されることとなった。このため、準メイン競走は第6競走、メイン競走は第7競走となり、最終の第12競走は18時25分に設定される。なお、この期間は西日本主場は開催されず、札幌競馬との二場開催となる。

### 入場・開門・指定席
競馬開催日の競馬場には入場料が必要である。金額は競馬場ごとに異なるが、一部レース開催日には高くなることがある。下記の記載は通常料金であることに注意されたい。15歳未満の入場は無料。
- 東京・中山・京都・阪神・中京：200円
- 上記以外の競馬場（札幌・函館・福島・新潟・小倉）：100円
- JRA全場で使用できる「JRA競馬場共通入場回数券」も発売されている（8枚1組で1000円）[8]。

競馬非開催日の競馬場（パークウインズ）ならびに場外勝馬投票券発売所（WINS）は入場は無料である。競馬場への未成年者（20歳未満）の入場は保護者の同伴が必要である。WINSは馬券購入が目的となることから未成年者の入場は禁止されている。しかし、一部のWINSでは、キッズエリアやイベントスペースを設ける（例：鳥取県米子市のWINS米子）など、保護者同伴のもとでの入場ができる場合がある。
開門は原則9時であるが、GI競走施行日などで来場者が多い場合には繰り上げられる（2013年5月26日の東京競馬場は7時20分）。馬券の発売・払戻は原則9時20分から開始される(競馬場施設では9時20分に一部投票所が開始され、9時30分に全ての投票所が開始することが多く、公式サイトの営業案内を事前に確認することをお勧めする)。また一部投票所やUMACA対応発売機では9時から前売発売を行っている施設もある。
競馬場の指定席は各競馬場・席によって料金に差異があり、指定席は入場料込みとなっている。指定席の販売はJRAカード・一般クレジットカードによる前売発売（インターネット予約）を軸として、残席がある場合は競馬場窓口での発売が行われることもある。指定席があるエリアへは指定席を購入していない客は入れないが、馬主席章や馬主席通行章を持っている人は指定席エリアに入れる。
1場に1日、「フリーパスの日」が設定されており、該当日は入場料が無料となる。大抵は、その競馬場で行われる主要GII・GIIIの競走である。なお、2011年3月19日 - 21日の開催に関しては特別にフリーパスの日とした。入場料に相当する金額を義援金として捻出するためである。なお一部競馬場では、牝馬限定の重賞競走が施行される日には、女性のみ（同伴者も同）を対象としたフリーパスの日が制定されている。
一部GI競走（天皇賞、東京優駿、菊花賞、ジャパンカップ、有馬記念など）施行日は、入場・指定席の販売が通常とは異なる場合がある。GI競走における入場券・指定席券の販売を参照。

### 勝馬投票券
中央競馬では馬券を各中央競馬場（非開催の競馬場含む）ならびにWINS、一部の地方競馬の競馬場や場外馬券売場（主に中央競馬の施設の設置されていない地区）で該当競走の発走時刻の前まで購入できる。また電話投票（PAT）会員制で、電話投票やインターネット投票（iモードやEZwebといった携帯電話のインターネット接続サービスなど）でも馬券を購入できる。20歳未満の者は勝馬投票券の購入ならびに譲り受けが禁止されている。
以前は中央競馬でも東日本と西日本で勝馬投票券が購入できる競走は異なっていたが（夏の北海道開催と全国発売のグレードワン競走を除き、東西でブロック化されていた）、現在は概ね全国どこの競走でも購入できる。ただし、現在でも一部の馬券売場では、馬投票券が購入できる競走および購入できる額が制限されている。販売している勝馬投票券種類についてはJRAで発売している勝馬投票券を参照。一部の競走では前日発売も行っている。
2015年の凱旋門賞からは海外競馬（主に世界各国の国際G1レース）の勝馬投票券を発売する様になった。ドバイワールドカップ等のドバイ国際競走、凱旋門賞、香港国際競走の4レース等が対象で日本馬が出場するレースはインターネット発売すると言う。

### 競走馬・騎手・調教師
中央競馬に出走できる競走馬は後に掲げた例外を除き、中央競馬に厩舎を置く調教師に管理されたサラブレッド系の馬に限定されている。
- 指定競走 - 地方競馬に厩舎を置く調教師に管理されたサラブレッド系の馬（一部競走に限りアラブ系の馬も可）が出走できる競走。
- 特別指定競走 - 地方競馬に厩舎を置く調教師に管理されたサラブレッド系の馬で、認定競走に勝利した2歳・3歳の馬が出走できる競走。
- 国際競走 - 日本国外に厩舎を置く調教師に管理されたサラブレッド系の馬が出走できる競走。2009年は138競走。

競走馬の産地は日本産のほか、日本国外産（JRAでは「外国産」と表記）でも構わないが、外国産馬は「混合競走」あるいは上記の国際競走に指定されている競走にしか出走できない。外国産馬の記事を参照。
騎乗できる騎手は、中央競馬の騎手免許を所持していなければならない。所持していない場合には、短期免許および競走限定免許を取得しなければならない。調教師として開業するには中央競馬の調教師免許を所持し、なおかつ日本中央競馬会から馬房が割り当てられなければならない。割り当てられる馬房は美浦トレーニングセンター、栗東トレーニングセンターにある。騎手ならびに調教師の免許は3月1日を更新の時期としている。

## 歴史
参考：JRAホームページ JRAのあゆみ、JRA60年の歩み

### 1950年代 - 1970年代
- 日本中央競馬会発足以前の国営競馬については競馬の歴史 (日本)および国営競馬#日本における国営競馬を参照。
- 1954年（昭和29年）
  - 9月16日 - 7月1日に公布された日本中央競馬会法により、日本中央競馬会創立。
  - 9月25日 - 日本中央競馬会主催の初めての中央競馬が東京競馬場と京都競馬場で行われる。
- 1955年（昭和30年）1月 - 競走馬事故見舞金制度が発足。
- 1956年（昭和31年）
  - 10月 - 日本短波放送（現在の日経ラジオ社、愛称はラジオNIKKEI）による中央競馬実況中継放送開始、中山競馬場の大スタンド改築工事竣工。
  - 12月23日 - 第1回中山グランプリ（翌年からの有馬記念）が中山競馬場で行われる。
- 1957年（昭和32年）
  - 9月 - 騎手のヘルメット着用及び帽色を枠ごとの色に統一（当時は6枠制）。
  - 12月 - 中山競馬場でトータライザー（勝馬投票券発売集計器）を導入。
- 1958年（昭和33年）7月 - 福島競馬場のスタンド改築工事竣工。
- 1959年（昭和34年）
  - 2月23日 - アメリカ遠征中のハクチカラがワシントンバースデーハンデキャップを勝利、日本調教馬初の海外重賞制覇。
  - 9月5日 - 競走計時の表示を従来の1/5秒単位から1/10秒単位に改正。
  - 10月 - 阪神競馬場のスタンド改築工事竣工。
- 1960年（昭和35年）7月 - 従来の豪州式バリヤー発馬機に代わり、小倉競馬の3歳戦（現：2歳）からウッド式スターティングゲートが使用開始される。
- 1961年（昭和36年）2月 - 中央競馬初となるダートコースが東京競馬場に完成、重勝式勝馬投票券の発売を中止（2011年にWIN5で発売再開）。
- 1962年（昭和37年）
  - 1月 - 東京競馬場で新型トータライザーを導入。
  - 3月 - 2回中山・3回東京競馬をオリンピック基金臨時競馬として開催することを決定。
- 1963年（昭和38年）
  - 2月 - オリンピック臨時競馬として2回中山競馬5日間および3回東京競馬5日間が指定。
  - 4月 - 8枠連複制による枠番連勝複式の馬券発売を4大競馬場で開始。1969年に全ての競馬場で発売開始されている。
  - 11月 - 5回京都競馬から場内有線テレビ放送を開始。
- 1964年（昭和39年）
  - 1月 - 1回中山・京都競馬から場内テレビでオッズと馬体重を発表。
  - 9月 - 中山競馬場のスタンド馬場改修工事竣工、3回中山競馬から競走中の順位表示を実施。
  - 11月15日 - シンザンが史上2頭目の三冠を達成。
- 1965年（昭和40年）
  - 3月 - 第2回中山競馬から自動タイム計測装置を使用開始、婦人専用発売窓口を設置。
  - 5月14日 - 新潟競馬場、竣工。同年7月10日より22年振りに新潟競馬が再開される。
  - 9月 - 京都競馬場のスタンド馬場改築工事竣工。
- 1966年（昭和41年）
  - 9月 - 中山競馬場にダートコースが新設される。
  - 10月 - 中山競馬場に中央競馬型トータリゼータ・システムを導入。
- 1967年（昭和42年）
  - 4月 - 全学共闘会議のストライキのため、4月の4歳（現：3歳）クラシックを含む競走日程が変更される。
  - 4月18日 - フランスに遠征中のフジノオーがレーヌ賞を勝利、日本調教馬初の海外障害重賞制覇、また障害・平地競走を通じてヨーロッパでの日本調教馬初勝利。
- 1968年（昭和43年）
  - 6月 - 東京競馬場のスタンド改築工事竣工。
  - 12月8日 - この日の開催をもって繋駕速歩競走が全面廃止される[注 14]。
- 1969年（昭和44年）
  - 2月 - 関東場外発売所における発売の大幅規制を開始。
  - 3月 - 第8回アジア競馬会議を東京で開催。
  - 9月 - 福島競馬場のスタンド改築工事竣工。
  - 11月11日 - 栗東トレーニングセンター開場。
  - 12月 - 小倉競馬場のスタンド改築工事竣工。
- 1970年（昭和45年）
  - 8月 - 函館競馬場の新スタンド竣工。
  - 10月 - 中京競馬場の新スタンド竣工。
- 1971年（昭和46年）
  - 5月 - 東京競馬場のスタンド増築工事竣工。
  - 8月 - 札幌競馬場の新スタンド竣工、京都競馬場にダートコースを新設。
- 1972年（昭和47年） 
  - 馬インフルエンザ蔓延のため、2月下旬まで関東地区の競馬開催が中止される。
  - 12月17日 - 有馬記念で1競走の売得金が初めて100億円台になる。
- 1973年（昭和48年）
  - 4月 - 東京競馬場の場内有線テレビがカラー化される。
  - 6月 - 自動勝馬投票券発売機を運用開始。
  - 10月 - 東京競馬場で初の地方競馬招待競走が開催される、新潟競馬場の新スタンド竣工。
- 1974年（昭和49年） 
  - 2月 - 電話投票が試験的に開始。
  - 5月3日 - 皐月賞で初のシード制（のちに単枠指定制度に改められる）実施。適用第1号はキタノカチドキ。
  - 8月 - 阪神競馬場にダートコースが新設される。
  - 10月 - 日本中央競馬会創立20周年を記念して「外国騎手招待競走」が東京・京都両競馬場で開催される。
- 1975年（昭和50年）
  - 中央競馬の年間最多入場者数を記録（1,489万8,794人）。
  - 2月 - 新型発馬機（J.S.G.48型）を障害競走から使用開始。
  - 6月 - 札幌競馬場のコースを右回りに変更。
- 1976年（昭和51年）
  - 6月 - 複合勝馬投票券（ユニット馬券）を中山競馬場で試験的に発売。
  - 10月 - 電話投票（CRTシステム、ARSシステム）の運用を開始。
  - 11月 - 菊花賞で初の2頭シード（トウショウボーイ、クライムカイザー）。
  - 12月 - 勝馬投票券の全国オンラインシステムが完成。
- 1977年（昭和52年） 
  - 中央競馬の年間の売り上げがはじめて1兆円を突破する（1兆991億6,124万4,100円）。
  - 9月 - 勝馬投票券の買い替え廃止、シード制の拡大などを実施。
- 1978年（昭和53年）
  - 4月10日 - 美浦トレーニングセンター開場。
  - 12月17日 - 有馬記念の売得金が200億円を超える。

### 1980年代
- 1981年（昭和56年）11月22日 - 第1回ジャパンカップが開催される。
- 1982年（昭和57年） 3月23日 - 千葉県印旛郡白井町（現：白井市）に競馬学校が開校。
- 1983年（昭和58年）
  - 11月13日 - ミスターシービーが史上3頭目の三冠を達成。
  - 一部の重賞競走で馬名入りゼッケンが使用を開始する（当初はジャパンカップのみに限定）。
- 1984年（昭和59年）
  - グレード制が導入される[注 15]。
  - 9月 - ターフビジョンが東京競馬場に設置される。
  - 11月11日 - シンボリルドルフが史上4頭目（無敗では史上初）の三冠を達成。
- 1985年（昭和60年）11月 - 栗東トレーニングセンターに坂路調教馬場が完成。
- 1986年（昭和61年）11月2日 - メジロラモーヌが史上初の牝馬三冠を達成。
- 1987年（昭和62年）
  - 日本中央競馬会の略称がJRA（Japan Racing Association）に改められる。
  - 場外勝馬投票券発売所の愛称を「WINS（ウインズ）」に制定。
  - 12月 - 本馬場入場曲と発走ファンファーレが一新される。
- 1988年（昭和63年）10月30日 - タマモクロスが史上初の天皇賞春秋連覇を達成。
- 1989年（昭和64年・平成元年）
  - 1月5日 - 全ての重賞競走において、馬名入りおよびグレード毎に生地・文字色が統一されたゼッケンの使用が開始される。
  - 1月7日 - 昭和天皇の崩御に伴い、競馬開催を自粛。
  - 札幌競馬場に芝コース設置。

### 1990年代
- 1990年（平成2年）
  - 4月 - マークカードによる勝馬投票券発売を試験的に開始。
  - 秋の中山競馬場・中京競馬場（改装中の阪神競馬場に代わる開催）における開催より、特別競走において馬名入りゼッケンの使用が開始される。
  - 12月1日 - 中山競馬場の改装工事終了。
- 1991年（平成3年）
  - 全ての競走において、馬名入りゼッケンの使用が開始される。
  - 降着制度が導入される。
  - 10月5日より馬番号連勝複式勝馬投票券（馬連）の全国発売が開始されたことに伴い、単枠指定制度が廃止される。
  - 10月26日 - JRA競馬博物館を東京競馬場内に開設。
  - 11月30日 - 阪神競馬場の改装工事終了。
- 1992年（平成4年）4月 - 勝馬投票券の払戻有効期限が1年から60日に変更。
- 1993年（平成5年）9月 - 勝馬投票券の購入方法に「ながし」「ボックス」が追加される。
- 1994年（平成6年）
  - 外国で騎手免許を受けている者への短期騎手免許の交付が始まる。
  - 11月6日 - ナリタブライアンが史上5頭目の三冠を達成。
- 1995年（平成7年）
  - 阪神・淡路大震災の発生により阪神競馬場が損壊。11月に場外発売を再開。12月に1回阪神競馬を施行。
  - 1月21日 - 1月17日に発生した阪神・淡路大震災の影響で21日と22日に予定していた京都競馬が中止。22日に行われる予定だった日経新春杯は1月28日に順延となった。代替開催として6月3日と4日に京都競馬場で「震災復興支援競走」として行われた。
  - 12月9日 - 中京競馬場にてJRA最後のアラブ系競走「アラブ大賞典」が行われ、ムーンリットガールが勝利した。
- 1996年（平成8年）
  - 3月2日 - 中央競馬史上初の女性騎手3名がデビュー。
  - 7月14日 - 札幌スプリントステークスでノーブルグラスに騎乗し、優勝した安田富男が史上初の全10場重賞制覇を達成。
- 1997年（平成9年）
  - 中央競馬の年間最高売り上げを達成（4兆6億6,166万3,100円）。
- 1998年（平成10年）
  - 8月9日 - シーキングザパールがモーリス・ド・ゲスト賞（仏G1）に優勝、日本調教馬初の海外国際GI制覇。
- 1999年（平成11年）
  - 障害競走にグレード制が導入される。
  - 1月31日 - メイセイオペラがフェブラリーステークスに優勝、地方競馬所属馬初の中央競馬GI制覇。
  - 7月- 小倉競馬場の馬場改修とスタンド改築工事竣工。
  - 12月4日 - 拡大馬番号連勝複式勝馬投票券（ワイド）の全国発売が開始される。

### 2000年代
- 2000年（平成12年）12月24日 - テイエムオペラオーが有馬記念に優勝、JRA古馬中長距離GI競走の完全制覇を達成。
- 2001年（平成13年）
  - 日本国内における全ての馬の年齢表記が国際基準に変更となる。
  - 7月14日 - 新潟競馬場リニューアルオープン。日本初の直線走路のみの競走（芝1000m）が施行される。
  - 12月16日 - ステイゴールドが香港ヴァーズ（香港G1）に優勝、日本産の日本調教馬初の海外国際GI制覇。
- 2002年（平成14年）
  - 7月13日 - 馬番号連勝単式勝馬投票券（馬単）および馬番号三連勝複式勝馬投票券（三連複）の全国発売が開始される。
  - 12月7日 - 武豊が1日の勝利数としては史上最多の8勝を挙げる。
- 2003年（平成15年）
  - 4月27日 - エイシンプレストンがクイーンエリザベス2世カップ（香港G1）で前年に続き優勝、日本調教馬初の海外同一G1連覇。
  - 10月19日 - スティルインラブが史上2頭目の牝馬三冠を達成。
  - 12月27日 - 武豊が史上初の年間200勝。
- 2004年（平成16年）
  - 日本中央競馬会創立50周年を記念してJRAゴールデンジュビリーキャンペーンを行う。
  - 7月 - 函館競馬場で中央競馬史上初の薄暮競走開催。
  - 9月11日 - 馬番号三連勝単式勝馬投票券（三連単）の全国発売が開始される。
- 2005年（平成17年）10月23日 - ディープインパクトが史上6頭目（無敗では2頭目）の三冠を達成。
- 2006年（平成18年）
  - 夏季競馬開催の一層の充実を図るためにサマーシリーズが新設された。
  - 10月6日 - 東京競馬場に誕生したマルチターフビジョンが、ギネス世界記録に世界最大のスクリーンとして認定された。
  - 10月6日 - 応援馬券の全国発売が開始される。
  - 12月2日 - 阪神競馬場に芝外回りコースが新設され使用が開始された。中山・新潟・京都に次ぐ全国4場目の外回りコースで新設関連の工費は59億8500万円だった。
- 2007年（平成19年）
  - 日本がパートI国に昇格。
  - 4月21日 - 7年にわたる東京競馬場の改修工事が終わり9階建て横幅380mの「フジビュースタンド」がグランドオープンした。
  - 8月 - 馬インフルエンザが発生により18・19日の開催を中止。代替競馬は11月に開催されることになった[注 16]。
  - 10月6日 - 京都競馬場に東京競馬場のものより一回り小さいながら、マルチターフビジョンが完成した。
- 2008年（平成20年）2月 - 東京・京都が降雪の影響で中止。続行競馬や代替競馬の開催等と開催日程も変更を余儀なくされた。
- 2009年（平成21年）
  - 9月3日 - 中山競馬場にマルチターフビジョンを導入。9月12日（4回中山競馬第1日）から運用開始。
  - 12月5日 - 阪神競馬場がマルチターフビジョンの運用を開始。

### 2010年代
- 2010年（平成22年）
  - 4月17日 - 福島競馬場が降雪の影響で中止。福島競馬の降雪による開催中止は初となり、中央競馬で最も遅い時期の雪による中止となった。
  - 5月23日 - 東京競馬場で開催した第71回優駿牝馬（オークス）でアパパネとサンテミリオンが同着優勝。中央競馬のGIレースでは史上初めてのこと。
  - 10月17日 - アパパネが史上3頭目の牝馬三冠を達成。
  - 10月30日 - 第4回東京競馬第7日目が台風14号の接近に伴い中止。代替競馬は11月1日に開催された。
- 2011年（平成23年）
  - 2月12日 - 第1回小倉競馬第7日目が、降雪の影響により第4競走以降が中止になった。中止となった競走は出馬投票をやり直し、続行競馬として2月14日に行われた。
  - 3月12日 - 3月11日に発生した東北地方太平洋沖地震（東日本大震災）の影響で、12日と13日に予定していた中山・阪神・小倉の全競走を中止した。
  - 3月26日 - メイダン競馬場で開催した競馬の祭典・ドバイワールドカップでヴィクトワールピサが日本馬として同競走初優勝。2着のトランセンドと共に史上初の日本馬によるドバイワールドカップの上位を独占した。
  - 4月23日 - 5重勝単勝式投票券「WIN5」の発売をインターネット投票限定で開始（対象競走は4月24日分）。
  - 10月23日 - オルフェーヴルが史上7頭目の三冠を達成。
- 2012年（平成24年）
  - サマーシリーズに新たに1600mのサマーマイルシリーズが新設される。
  - 年間通じて近代競馬150周年記念サイトが開設される。
  - 3月3日 - メインスタンド及び馬場改造を終えた中京競馬場がグランドオープンした。
  - 4月7日 - 前年の東北地方太平洋沖地震（東日本大震災）で甚大な被害を受けた福島競馬場でのレースを再開した。
  - 9月30日 - 台風17号の接近に伴い阪神競馬場での開催が翌日の10月1日に代替競馬として行われた。
  - 10月14日 - ジェンティルドンナが史上4頭目の牝馬三冠を達成。
  - 10月20日 - 京都競馬場で行われた室町ステークスで、3着が3頭同着という57年振りの珍事が起きた。
- 2013年（平成25年）
  - 1月14日 - 関東・東北地方の大雪で第1回中山競馬第5日目が第5競走以降、実施取り止め。続行競馬は1月21日に行われ、京成杯も1週遅れでの開催。
  - 4月21日 - 福島競馬場が積雪の影響で中止。中止となった競走は出馬投票をやり直し、代替競馬として4月29日の昭和の日に行われた。
  - 9月16日 - 台風18号の接近に伴い開催を中止。セントライト記念も9月17日（火曜日）に代替競馬として実施。
  - 10月21日 - この日に行われた次年開催日程決定会議で、2歳馬の競走体系の改善（朝日杯フューチュリティステークスを阪神競馬場に会場変更や重賞の新設）、ジャパンカップダートをチャンピオンズカップに名称変更した上で中京競馬場に会場変更等が発表された[11]。
- 2014年（平成26年）
  - 2月8日・9日・15日・16日 - 第1回東京競馬が関東地区の記録的大雪で4日連続で開催中止。東京新聞杯・クイーンカップ・共同通信杯の重賞競走が平日開催になる。
  - 4月26日 - 福島競馬第8競走で最低人気馬が勝利し、単勝の払戻金がJRA単勝最高払戻金（59年ぶりの更新）となる5万6940円を記録した。
  - 10月13日 - 台風19号の接近に伴い京都競馬場での開催が翌日の10月14日に代替競馬として行われる[12]。
- 2015年（平成27年）8月29日・30日 - 第1回ワールドオールスタージョッキーズが開催される。
- 2016年（平成28年）
  - 日本国内において海外競馬の勝馬投票券の販売が行われるようになり、10月2日に開催された第95回凱旋門賞から実施された（インターネット投票限定の発売で、オッズの設定はJRAが独自に定める）[13]。
- 2017年（平成29年）
  - 1月15日 - 降雪の影響で、第1回中京競馬2日目及び第1回京都競馬5日目が全レース中止。代替競馬として中京競馬は翌日の1月16日に、京都競馬は出馬投票をやり直して1月17日に開催した。
  - 2月11日 - 第1回小倉競馬1日目が、積雪の影響により全レース中止。代替競馬として2月13日に開催された[14]。
- 2018年（平成30年）
  - 2月12日 - 第1回小倉競馬2日目が、積雪の影響により全レース中止。代替競馬として2月13日に開催された[15]。
  - 9月30日 - 台風24号の接近に伴い阪神競馬場での開催が翌々日の10月2日に代替競馬として行われた[16][17]。
  - 10月14日 - アーモンドアイが史上5頭目の牝馬三冠を達成。
  - 11月4日 -  ジャパンブリーディングファームズカップ（JBC）がJRAの競馬場では初となる京都競馬場で開催された。
- 2019年（平成31年・令和元年）
  - 2月9日 - 第1回東京競馬5日目が、積雪の影響により全レース中止。代替競馬として2月11日に開催された[18]。
  - 10月12日・13日 - 令和元年東日本台風（台風19号）の接近に伴い東京競馬場での開催が10月15日及び10月21日に代替競馬として行われた。

### 2020年代
- 2020年（令和2年）
  - 2月27日 - 新型コロナウイルスの感染拡大に伴い、2月29日開催分から当面の間、無観客で開催することを発表した[19][注 17]。
  - 3月29日 - 降雪の影響で第3回中山競馬2日目が第3競走以降、実施取り止め。続行競馬は3月31日に行われた。
  - 10月10日 - 第4回東京競馬1日目・第4回京都1日目・第4回新潟1日目より制限付きで観客入場が再開された。
  - 10月18日 - デアリングタクトが史上6頭目（無敗では初）の牝馬三冠を達成。
  - 10月25日 - コントレイルが史上8頭目（無敗では3頭目）の三冠を達成。
- 2021年（令和3年）
  - 1月5日 -  首都圏での新型コロナウイルスの感染再拡大に伴い、1月9日からの中山競馬場での開催を無観客で行うことを発表した[22][23][注 18]。
  - 1月6日 -  国際競馬統括機関連盟（IFHA）が主催する「第55回IFHA国際競馬会議」のオフィシャルパートナーとなったことを発表した[24]。
  - 1月9日 -  1月16日以降の開催について先に発表した中山競馬場と東京競馬場での開催を当面の間、無観客で行うことを発表した[25][注 19]。
  - 1月14日 - 首都圏に加えて、中京競馬場・阪神競馬場・小倉競馬場における開催を当面の間、無観客で行うことを発表した[26][注 20]。
  - 2月13日 - 福島県沖を震源とした最大震度6強の福島県沖地震により福島競馬場で天井パネルの落下・スプリンクラーの破損による漏水等の被害が発生した[27]。これを受けて福島競馬場におけるパークウインズの営業を取り止め、4月10日の福島開催へ向けた復旧作業を行っていたが、当初の予想よりも被害が大きく開催を断念[28]。新潟競馬場で代替開催を行う。
  - 3月13日 - 関西・東海地方での緊急事態宣言が解除されることに伴い、第1回阪神9日目・第2回中京1日目より制限付きで観客入場が再開された[29]。
  - 4月3日 - 首都圏での緊急事態宣言が解除されることに伴い、第3回中山3日目より制限付きで観客入場が再開された[30]。
  - 4月23日 - 首都圏・関西地方での新型コロナウイルスの感染再拡大に伴い、4月25日からの東京競馬場・阪神競馬場での開催を無観客で行うことを発表した[31]。
  - 5月15日 - 第2回東京競馬7日目より制限付きで観客入場が再開された[32]。
- 2022年（令和4年）
  - 3月16日 - 福島県沖を震源とした最大震度6強の福島県沖地震により福島競馬場の施設において一部破損が見つかったため、3月19日から21日までのパークウインズの営業が取り止めとなり、また施設の点検調査への時間所要も考慮され、第1回福島競馬の第1日・第2日となる4月9日・10日の開催を中止することになった[33]。
  - 3月24日 - 福島県沖地震の影響による福島競馬場の復旧箇所が広範囲にわたることにより、パークウインズとしての営業休止を3月27日まで延長（ただし3月26日・27日は払い戻しのみ実施、3月28日の平日払い戻しは休止）し、4月2日から利用エリアの一部制限を加えたうえで営業再開とすること、第1回福島開催を4月16日から5月1日までとしたうえで、無観客開催とすることが発表された[34]。
- 2023年（令和5年）
  - 3月25日 - 第3回中山1日目・第2回阪神1日目・第2回中京5日目よりインターネットにおける全てのレース動画のライブ配信が開始される[35]。
  - 4月22日 - 大規模改造工事を終えた京都競馬場がグランドオープンした。
  - 4月23日 - 京都競馬場で開催した第54回マイラーズカップにおいて競走馬トラッキングシステムの運用を開始[36]。
  - 10月15日 - リバティアイランドが史上7頭目の牝馬三冠を達成。
- 2024年（令和6年）7月27日 - 第2回新潟競馬において、最終競走の発走時刻を繰り下げたうえで気温が特に高い時間帯での競馬を休止する「競走時間帯の拡大」を実施。
- 2025年（令和7年）2月8日 - 第1回京都競馬3日目が、積雪の影響により全レース中止。代替競馬として2月10日に開催された[37]。

## 競馬場一覧
| 名称       | 所在地                 | 位置                                   | 最大入場記録 人員（人） | 最大入場人員の記録日                                 |
| ---------- | ---------------------- | -------------------------------------- | ----------------------- | ---------------------------------------------------- |
| 札幌競馬場 | 北海道札幌市中央区     | 北緯43度4分36.7秒 東経141度19分26.2秒  | 60,549                  | 1976年7月11日（第11回札幌記念）                      |
| 函館競馬場 | 北海道函館市           | 北緯41度46分57.9秒 東経140度46分31.6秒 | 29,757                  | 1974年9月1日（第6回函館3歳ステークス）               |
| 福島競馬場 | 福島県福島市           | 北緯37度45分55.5秒 東経140度28分48.8秒 | 47,391                  | 1993年7月11日（第29回七夕賞）                        |
| 中山競馬場 | 千葉県船橋市           | 北緯35度43分31.7秒 東経139度57分37.2秒 | 177,779                 | 1990年12月23日（第35回有馬記念）                     |
| 東京競馬場 | 東京都府中市           | 北緯35度39分54.1秒 東経139度29分9.1秒  | 196,517                 | 1990年5月27日（第57回東京優駿）                      |
| 新潟競馬場 | 新潟県新潟市北区       | 北緯37度56分56.5秒 東経139度11分8.6秒  | 35,135                  | 1991年4月28日（同日開催の第103回天皇賞（春）の影響） |
| 中京競馬場 | 愛知県豊明市           | 北緯35度3分57.9秒 東経136度59分18.7秒  | 74,201                  | 1996年5月19日（第26回高松宮杯）                      |
| 京都競馬場 | 京都府京都市伏見区     | 北緯34度54分25.3秒 東経135度43分28.6秒 | 143,606                 | 1995年11月12日（第20回エリザベス女王杯）             |
| 阪神競馬場 | 兵庫県宝塚市           | 北緯34度46分43.9秒 東経135度21分39.7秒 | 92,986                  | 1997年7月6日（第38回宝塚記念）                       |
| 小倉競馬場 | 福岡県北九州市小倉南区 | 北緯33度50分35.8秒 東経130度52分29.1秒 | 40,196                  | 2018年8月5日（第54回小倉記念）                       |

- 全国地方公共団体コード順に記載。
- 東京・中山・中京・京都・阪神競馬場（2002年、2014年には新潟）ではGI級競走が開催される。
- 各競馬場での最大入場人員記録は2025年1月15日現在[38][注 21]。

### 詳細
- 札幌競馬場と中京競馬場は地方競馬を併催していたが、札幌はホッカイドウ競馬が2010年以降、中京は愛知県競馬組合が2002年以降休止している。ただし、いずれも地方競馬の開催権は引き続き保持しており、地方競馬全国協会でも地方競馬の競馬場のひとつとして明記している[39]。
  - 他に地方競馬が併催された中央競馬の競馬場は函館競馬場・福島競馬場[40]・新潟競馬場があるが、現在はいずれも撤退している。
- 現在は上記10か所だが、戦前の日本競馬会体制時には以下の競馬場が存在した。実質上の開催は戦後行われていなかったが、長らく「休止」扱いとされていた。年間36開催の根拠もここにあった（12競馬場×3開催）が、1991年の競馬法改正によって開催競馬場から削除された。
  - 横浜競馬場（通称：根岸競馬場）
  - 宮崎競馬場（現：JRA宮崎育成牧場）。かつては宮崎県・宮崎市が地方競馬を開催していた。
- また、現在の東京競馬場が開設される以前は現在の目黒区下目黒に競馬場があった。
  - 目黒競馬場（1933年廃止・中央競馬創設以前）
- 各競馬場は中京競馬場を除き、すべてJRAの所有となっている。
  - 中京・阪神以外は国からの譲渡、阪神競馬場は京阪神競馬株式会社（現在は京阪神ビルディング株式会社）から取得。中京競馬場の所有者は名古屋競馬株式会社。

### 枠順
8枠の色は、中国の占いである四柱推命に由来している。
| 1枠（白） | 2枠（黒） | 3枠（赤） | 4枠（青） | 5枠（黄） | 6枠（緑） | 7枠（橙） | 8枠（桃） |

なお、地方競馬（ばんえい競走を含む）や、他の公営ギャンブル3種（競輪・競艇・オートレース）も、すべてこの枠（車、舟）順と同じである。
1963年4月の、6枠制から8枠制への移行時点では、従来の白、赤、青、緑、黄、水色の順のまま、7枠に茶、8枠に黒を加えていた。

### コース
中央競馬の競馬場はいずれも外側に芝コース、内側にダートコースが作られている。新潟、中山、京都、阪神の4場では芝コースの途中が内回りと外回りに分かれている。また東京、中山、京都、阪神、小倉の5場にはダートコースのさらに内側に障害専用のコースがあり、障害競走が行なわれる。新潟、福島、中京の3場では芝コースに置き障害を置くかたちで障害競走を行なう。
芝コースは競馬を行うと損耗するため各競馬場によって芝の損耗状態、生育管理などを踏まえたうえで移動柵によって適宜コース幅を変更して円滑な競走ができるようにコース幅が設定されている。コース幅によって最内からAコース、Bコース、Cコースとアルファベット順に名前がつけられている。コースの幅員が広く開催が多い東京、京都では移動柵によってコース幅を4 - 5段階、その他の競馬場は2 - 3段階で調整される。コース幅の設定は各競馬場毎の方針によって決められGI級競走が集中する春季と秋季に最内のAコースかBコースを使用し、それ以外のシーズンは移動柵をより外側に出すという方針の競馬場もある。一方で2004年の秋季から2005年の春季の京都競馬場のように秋季から春季にかけてAコース→Bコース→Cコース→Dコースの順に徐々に外側へ柵を出していき、芝の成長が著しい夏季に馬場を回復させて再び秋季にAコースから使っていくという競馬場もある。またローカルの場合、概ね開催の前半がAコース、後半がBコースに設定することもある。使われない場所では芝生の養生、あるいは痛んだ箇所の補修を行う。1・2回京都（1 - 2月）と1回小倉（1 - 2月）では積雪時の対策のため外側にも柵が設けられる（かつては1回東京（1 - 2月）でも行われていた）。
特に、芝の損耗状態が激しいほど競走の波乱要素になるともいわれる。また冬季は積雪などによる芝生の損傷などの可能性を考慮して芝コースの競走を大幅に減らし、ダートの競走を多くしている。
またファンサービスの一環として主として春季・夏季開催の最終日終了後に芝コースをファンに一般開放されるケースも増えている。開放する場所は競馬場によって異なり、天候や芝生の損耗状態などの都合で開放しないこともある。
過去には「砂コース」というものも存在した。これは現在のダートコースとは若干違っており砂分が多いコースであったが、ダートコース導入により順次転換され現在では存在していない。古い競走記録に砂コースの記録が残っており、存在していたことを伝えている。

## 開催一覧
1年の開催は例年、以下のように開催が行われる。なお、暦の関係で月の対応が一部ずれる場合がある。また、暦の関係で月に土曜日が5回あるときは原則として2回目の土曜日がある週をその月の第1週とする。
※2022年時点
| 月                | 関東 | 関西                                                                                          | 第3場                                    |
| ----------------- | --- | --------------------------------------------------------------------------------------------- | ---------------------------------------- |
| 1月上旬           | 1回中山 | 1回京都                                                                                       |                                          |
| 1月中旬〜下旬     | 1回中山 | 1回京都                                                                                       | 1回中京                                  |
| 1月下旬           | 1回東京（2月第3週）フェブラリーステークス                                                                       | 2回京都                                                                                       | 1回中京                                  |
| 2月上旬〜下旬     | 1回東京（2月第3週）フェブラリーステークス                                                                       | 2回京都                                                                                       | 1回小倉                                  |
| 2月下旬〜3月上旬  | 2回中山 | 1回阪神                                                                                       | 1回小倉                                  |
| 3月中旬〜下旬     | 2回中山 | 1回阪神                                                                                       | 2回中京（3月第4週）高松宮記念            |
| 3月下旬           | 3回中山（4月第3週）*中山グランドジャンプ、皐月賞                                                                | 2回阪神（4月第1週）大阪杯、（4月第2週）桜花賞                                                 | 2回中京（3月第4週）高松宮記念            |
| 4月上旬〜中旬     | 3回中山（4月第3週）*中山グランドジャンプ、皐月賞                                                                | 2回阪神（4月第1週）大阪杯、（4月第2週）桜花賞                                                 | 1回福島                                  |
| 4月下旬           | 2回東京（5月第2週） NHKマイルカップ、（5月第3週）ヴィクトリアマイル、（5月第4週）優駿牝馬、（5月第5週）東京優駿 | 3回京都（5月第1週）天皇賞（春）                                                               | 1回福島                                  |
| 4月下旬〜5月下旬  | 2回東京（5月第2週） NHKマイルカップ、（5月第3週）ヴィクトリアマイル、（5月第4週）優駿牝馬、（5月第5週）東京優駿 | 3回京都（5月第1週）天皇賞（春）                                                               | 1回新潟                                  |
| 6月上旬〜中旬     | 3回東京（6月第1週）安田記念                                                                                     | 3回阪神（6月第4週）宝塚記念                                                                   |                                          |
| 6月中旬〜下旬     | 3回東京（6月第1週）安田記念                                                                                     | 3回阪神（6月第4週）宝塚記念                                                                   | 1回函館                                  |
| 7月上旬〜中旬     | 2回福島 | 3回中京                                                                                       | 1回函館                                  |
| 7月下旬           | 2回福島 | 3回中京                                                                                       | 1回札幌                                  |
| 7月下旬〜8月上旬  | 2回新潟 |                                                                                               | 1回札幌                                  |
| 8月中旬〜9月上旬  | 3回新潟 | 2回小倉                                                                                       | 2回札幌                                  |
| 9月上旬〜10月上旬 | 4回中山（10月第1週）スプリンターズステークス                                                                    | 4回阪神                                                                                       |                                          |
| 10月上旬          | 4回東京（10月第5週）天皇賞（秋）                                                                                | 4回京都（10月第3週）秋華賞、（10月第4週）菊花賞                                               |                                          |
| 10月中旬〜下旬    | 4回東京（10月第5週）天皇賞（秋）                                                                                | 4回京都（10月第3週）秋華賞、（10月第4週）菊花賞                                               | 4回新潟                                  |
| 11月              | 5回東京（11月第4週）ジャパンカップ                                                                              | 5回京都（11月第2週） エリザベス女王杯、（11月第3週）マイルチャンピオンシップ                  | 3回福島                                  |
| 12月              | 5回中山（12月第4週）*中山大障害、有馬記念、ホープフルステークス                                                 | 5回阪神（12月第2週）阪神ジュベナイルフィリーズ、（12月第3週）朝日杯フューチュリティステークス | 4回中京（12月第1週）チャンピオンズカップ |

### 備考
- （*） - 障害競走。
- 概要にもあるとおり、競馬の開催は土曜日と日曜日が原則である。ただし、それ以外の曜日に開催することもある[注 22]。以下では近年、行われた事例を掲載する。過去の事例は競馬の開催を参照。
  - 近年、成人の日がハッピーマンデー制度で1月第2月曜日に曜日固定されたこと、また有馬記念を年末ぎりぎりの開催で調整しているため、年始開催は1月5日に1日のみ開催を行い翌週の週末は成人の日と合わせた3日間連続開催が多い。なお2006年までは第1回中山および京都開催の初日は1月5日に固定されていたが、2007年は1月6日に開催された。2009年は1月4日に開催を行った。そのため、開催日が1月5日に固定されていた中山金杯・京都金杯も開催日固定の重賞競走ではなくなった。
  - 敬老の日もハッピーマンデー制度の対象となったこと、ならびに近くに秋分の日の休日があるため2004年から2011年まで9月の3連休の開催を4回中山・4回阪神・2回札幌開催にて2つの競馬場で日程を調整して開催していた。2010年の場合は9月18日が中山・札幌、19日が中山・阪神、20日が札幌・阪神となっている。2012年からは9月の札幌開催がなくなり、中山と阪神で3日間連続開催となる。
  - 東京競馬場の開催については毎年5月5日に同競馬場に近接する大國魂神社で祭事が行われる関係上、競馬開催の土・日曜日と重複した場合でも競馬の開催は行われずその前後に開催日を振り替されていたが2007年以降は開催している[注 23]。
- 施設改善工事、馬場改修工事、災害などにより競走が行えない場合には原則として同一地区の他の競馬場に振り替えて開催する。振り替え開催の事例は競馬の開催を参照。
- 地方競馬との間で原則12月28日から1月4日までは中央競馬を開催しない慣例があったが、2003年12月28日に中央競馬が施行されたことで破られた。また2009年1月4日に中央競馬が施行され、現状は12月29日 - 1月3日となっている。
- 2006年の競馬法施行規則の改正により2007年以降は10会場で年間288日間以内を維持することを条件として、開催日数の増減（1開催辺り、最短4日-最大12日）が弾力的に運用されることになった。このため2007年は1回中山・1回京都の開催日数が7日間（1月6 - 8、13、14、20、21日）、4回東京・4回京都の開催日数が9日間（10月6 - 8、13、14、20、21、27、28日）となる[注 25]。

## 薄暮開催
中央競馬では2004年に中央競馬50周年記念「JRAゴールデンジュビリーキャンペーン」の一環として7月から9月の函館競馬場および札幌競馬場における発走時刻を通常より1時間遅くし第1競走は10:55に、15:25発走の第9競走をテレビ中継放送の関係上メイン競走扱いとした上で16:40と17:10に発走する第11・12競走（いずれも特別競走で第11競走は準メイン競走扱い）を「函館（札幌）はくぼ」と題した薄暮競走を試行的に実施した。これは、2005年以降も継続されることとなった。また2005年からは小倉競馬場でも、2009年からは阪神競馬場でも薄暮競走が開催されるようになり2006年からは東京優駿（日本ダービー）開催日も薄暮開催が行われるようになった（薄暮の当該競走は目黒記念）。
また2007年から秋季、2008年からは6 - 7月の開催（2009年に北海道開催共々正式な薄暮開催扱いとなる）、2009年・2010年は春季の開催で公式な薄暮開催ではないものの日没がやや遅くなる関西主場の発走時間を30分程度遅らせるようになった。なお、2011年は電力事情に配慮し中止となったほか、2012年以降も電力事情を考慮し日本ダービー開催日を除き、通常の春・秋の準薄暮・夏季の薄暮開催のすべてが中止されるが夏季開催期間中は東京→福島→新潟競馬場の6 - 9月開催の一部を最終競走を16:30にずらして行われる（新潟は2012年、福島は2013年、東京は2014年より。東京は後半4 - 6日間が対象）。
なお、2010・2011年は中京競馬場の馬場改修に伴い、通常の中京最終日に開催すべき「尾張ステークス」の代替として小倉競馬場で「アンコールステークス」を施行したが日没の時間が九州地方では遅いことを踏まえ、阪神の最終競走（平年の中央競馬そのものの最終競走でもあり、16:20発走）の「ファイナルステークス」の次、16:35にスタートした。
さらにJRAは2024年の夏季競馬で酷暑期の暑熱対策の一環で「熱中症リスクが著しく高い時間帯での競馬を休止」し、「競走時間帯を拡大」することが発表された。具体的には第1競走の発走時刻を9時35分頃に設定し午前中に5競走を実施、11時35分頃から休止時間を挟み15時10分頃から再開、18時25分頃に最終競走を実施する。実施時期及び会場は7月27日・28日・8月3日・4日の新潟競馬場となる。準メイン・メイン競走の時間帯は現行からの据え置きとなる。
また装鞍所の集合を通常発走50分前のところを40分前（ダービーに関しても80分前から70分前）に変更し、馬体重の発表も変更するほか、パドックの周回についても通常の夏季開催よりさらに短めに行う。
2025年は7月26日から8月17日までの期間に新潟競馬場と中京競馬場で薄暮開催を実施されている。

### 2024年度現在の概要
- ダービーデーの薄暮開催[45]

ダービーデー当日は第1競走を「東京9:40、京都9:55」、最終競走（第12競走）を「京都16:40、東京（目黒記念）17:00」にそれぞれ設定する。
特別競走は東京は第8-12競走、京都は第9-12競走であるが、メイン競走は京都は第10競走、東京は第11競走に制定し、「京都15:15、東京（東京優駿・日本ダービー）15:40」に設定している。
- 夏季開催の発走時間延長[46]

関東・関西の主場に北海道での第3場開催が行われる、平年6月第3土曜日（第3回東京・第3回阪神各第5日、第1回函館第1日）から、9月第1日曜日（第2回新潟・第2回小倉各第12日、第2回札幌第6日）の、原則として関東主場（第3回東京後半4日間、第3回福島、第2回新潟のそれぞれ全期間）の最終第12競走の発走時刻を16:30に設定。
※2013年度までは第3回福島・第2回新潟開催分のみ実施していたが、2014年度から第3回東京にも拡大（6月第2日曜日までは16:25）。ただし、宝塚記念の開催日に関しては、阪神競馬場の最終競走で、札幌記念開催日は札幌競馬場の最終競走でそれぞれ繰り下げの対象になる。

## 特別競走・重賞競走
特別競走は原則として第9 - 11競走（11競走の場合は第8 - 10競走）の3競走であるが近年は第3場（ローカル開催）やGI級競走と障害重賞の開催場の最終競走を特別競走にしたり、夏季を中心とした第3場開催の重賞開催日及びGI級開催場の特別競走数を4 - 5競走に増やしたりすることもある。
また、GI級開催日は当該競走をその日のメイン競走として盛り上げるため全開催場の競走出走時間・順序を調整し同時開催のGI級以外のメイン競走（重賞・平地特別）をGI級競走の前、GI級競走は15時台後半に行うようにしている。ただし11月最終週に行われるジャパンカップと12月開催のG1については日没の時間等を考慮して通常の冬季編成と同じ順序で発走する他、J・GIの中山グランドジャンプ施行日も福島→阪神→中山の順で発走する（2009年から適用）。また、場内やウインズの混雑緩和という理由でジャパンカップ開催日の東京競馬場は11競走（特別競走はそれぞれ後半5競走）になる。
なお前述の通り、2006年から東京優駿開催日の第10競走に東京優駿、（2019年は第11競走）第12競走に薄暮開催として目黒記念が行われることになった（2019年から東京優駿は第11競走に編成）。中央競馬で重賞競走が2つ以上同じ開催日に同じ競馬場で行われた例は2004年11月28日のJRAゴールデンジュビリーデーのジャパンカップダートとジャパンカップがある。しかしこれはJRA創立50周年記念行事の一環として行われたものである。
重賞競走を除く特別競走でも出走頭数が8頭以下になった場合は予定の競走順序を変更することもあり、その日の特別競走で最も賞金条件の高いクラス（一般にはオープン、3勝クラス）を割り当てるメイン競走であっても準メインなどに降格させることもまれにある。
特別競走の名称は原則として次のものに統一されている。
- 2・3歳限定競走 - 草木（むらさき賞、北海道の競走は除く）
- 4歳（夏開催以降は3歳）以上の競走 - 地名（旧国名、広域名含む）・地域の名所や風物（山、湖など）・時候・誕生石などその他の名称
- 地名や名所に関してはその競馬場が所属している地域の名称が取り上げられる。
  - 北海道開催は北海道と青森県（主として函館開催）関係。
  - 福島は青森県以外の東北、栃木県関係。
  - 中山は千葉県、茨城県、東京都（両国・浅草等の城東地区[注 31]）関係。
  - 東京は東京都（城東地区除く[注 31]）、神奈川県、埼玉県、山梨県関係。
  - 新潟は新潟県、長野県、群馬県、北陸地方関係。
  - 中京は愛知県、岐阜県、三重県、静岡県関係。
  - 京都は京都府、滋賀県、奈良県関係。
  - 阪神は兵庫県、大阪府、和歌山県並びに中国（山口県除く）・四国地方関係。
  - 小倉は九州地方・山口県関係。

また、日中の昼休みをこれまでの第5競走終了後から第4競走終了後に変更して12時台の開催にも積極的に取り組んでいる。

## GI競走
中央競馬で施行される最高峰のGI競走は以下の通り。施行順は2022年の競馬番組に従って並べられている。競走の施行場所、1着賞金、施行コースなどの詳細は各項目に譲る。太字の競走は国際格付けを得られている競走（GI）である。
- 参考：競馬の競走格付け

|     | 競走名                           | 備考                                 | 出走可能性齢 |
| --- | -------------------------------- | ------------------------------------ | ------------ |
| 1   | フェブラリーステークス           | 上半期ダートチャンピオン決定戦       | 4歳以上      |
| 2@  | 高松宮記念                       | 春の短距離チャンピオン決定戦         | 4歳以上      |
| 3@  | 大阪杯                           | 春の中距離チャンピオン決定戦         | 4歳以上      |
| 4@  | 桜花賞                           | クラシック 牝馬三冠競走第1戦         | 3歳牝馬      |
| 5@  | 中山グランドジャンプ             | 春の障害チャンピオン決定戦           | 4歳以上      |
| 6@  | 皐月賞                           | クラシック 三冠競走第1戦             | 3歳牡・牝馬  |
| 7@  | 天皇賞（春）                     | 長距離年間チャンピオン決定戦         | 4歳以上      |
| 8@  | NHKマイルカップ                  | 3歳マイルチャンピオン決定戦          | 3歳牡・牝馬  |
| 9   | ヴィクトリアマイル               | 春の牝馬チャンピオン決定戦           | 4歳以上牝馬  |
| 10@ | 優駿牝馬（オークス）             | クラシック 牝馬三冠競走第2戦         | 3歳牝馬      |
| 11@ | 東京優駿（日本ダービー）         | クラシック 三冠競走第2戦             | 3歳牡・牝馬  |
| 12@ | 安田記念                         | 春のマイルチャンピオン決定戦         | 3歳以上      |
| 13@ | 宝塚記念                         | 春のグランプリ競走（上半期の総決算） | 3歳以上      |
| 14@ | スプリンターズステークス         | 秋の短距離チャンピオン決定戦         | 3歳以上      |
| 15@ | 秋華賞                           | 牝馬三冠競走最終戦                   | 3歳牝馬      |
| 16@ | 菊花賞                           | クラシック 三冠競走最終戦            | 3歳牡・牝馬  |
| 17@ | 天皇賞（秋）                     | 秋の中距離チャンピオン決定戦         | 3歳以上      |
| 18@ | エリザベス女王杯                 | 秋の牝馬チャンピオン決定戦           | 3歳以上牝馬  |
| 19@ | マイルチャンピオンシップ         | 秋のマイルチャンピオン決定戦         | 3歳以上      |
| 20@ | ジャパンカップ                   | 国内唯一 芝の国際招待競走            | 3歳以上      |
| 21@ | チャンピオンズカップ             | ダート年間チャンピオン決定戦         | 3歳以上      |
| 22@ | 阪神ジュベナイルフィリーズ       | 2歳牝馬チャンピオン決定戦            | 2歳牝馬      |
| 23@ | 朝日杯フューチュリティステークス | 2歳マイルチャンピオン決定戦          | 2歳牡・牝馬  |
| 24@ | 中山大障害                       | 秋の障害チャンピオン決定戦           | 3歳以上      |
| 25@ | 有馬記念（グランプリ）           | 1年を締め括るグランプリ競走          | 3歳以上      |
| 26@ | ホープフルステークス             | 2歳中距離チャンピオン決定戦          | 2歳牡・牝馬  |

@印は原則、ファンファーレを生演奏で行う競走。ただし大規模な災害が起きた年度など、状況によっては生演奏が取り止められる場合もある。なお、GII以下の競走は各競馬場の項を参照。

### GI競走における入場券・指定席券の販売
- 1990年代以後、GI開催競馬場は大勢のファン、特に競馬ブームの一時期は10万人を超すファンが観戦に訪れた。そのため、JRAでは混雑緩和という名目で一部GI級競走（クラシック三冠競走や天皇賞、有馬記念[注 34]）では前売りされる記念入場券を事前に購入しないと当日のGI級開催競馬場に入場できない入場制限が実施された。現在は当日入場もできるようになっているが[注 35]、それでも前売り券を購入している人を優先し当日券や回数券購入者は時差入場（開門後から30分後）してもらう処置が取られるケースもある。
- 主要GI級競走では指定席券をすべて事前の前売りとしているケースも多い。競馬場の指定席の種別によってJRAカード（クレジットカード）による予約制と葉書申し込みや競馬場で指定席を購入した利用者を対象とした抽選による発売とに分かれているので、JRA発表の告知を参考にされたい。
- 夏季の新潟競馬についても一部の重賞施行日における指定席は、JRAカードによる予約、旅行会社などが企画するツアーの参加、はがきによる抽選発売に限定される。
- 2020年以降、COVID-19の流行により、GI競走開催日も無観客競馬が行われた日もあったが、2020年10月10日以降は原則として、専用サイトでの事前申し込みによる指定席券販売（後に事前に予約購入した指定席券もしくは入場券に緩和）を行う事で入場数を制限する形で観客の入場を段階的に再開し、収容人数も感染拡大状況を考慮したうえで日時の経過とともに増加させている。2023年は混雑が予想される特定の開催日の対象競馬場（2023年上半期は皐月賞実施日の中山、東京優駿実施日の東京、宝塚記念開催日の阪神と新装オープンの2週間（天皇賞（春）も含む）の京都の各競馬場）以外は、当日現金購入による入場券での入場も可能となった。さらに同年4月22日以降は全国の競馬場で事前予約の新システムを順次導入し、従前の事前予約サイトでの指定席券・入場券に加え、当日現金購入入場券もQRコードが印刷されたチケットに移行する[52]。

## 障害競走のグレード制
現在地方競馬に障害競走は存在しないため、日本では中央競馬のみで行われている。
1999年に平地競走の重賞競走と同様、障害競走の重賞にもグレード制が導入。中山グランドジャンプと中山大障害はJ・GIに格付けされており、中山競馬場の名物と言われる年に2回しか使用されない大障害コースを使う。馬も騎手もこの春のグランドジャンプと暮れの大障害のタイトルを目指す。
詳しくは障害競走と競馬の競走格付けを参照。

## JRAで発売している勝馬投票券

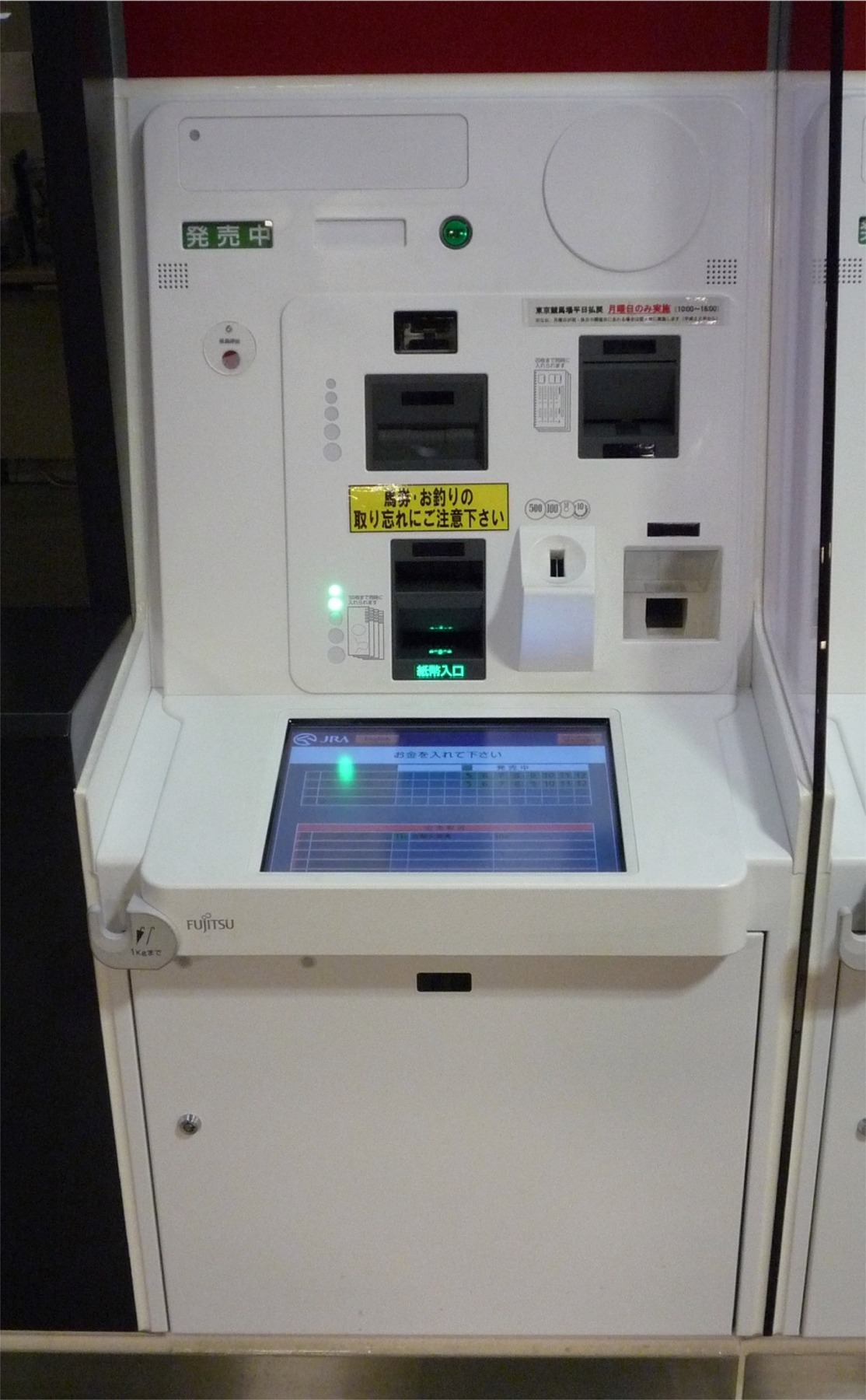
JRA東京競馬場に設置されている富士通製の自動勝馬投票券発売機

JRAで発売している勝馬投票券は、単勝式（通称：単勝）・複勝式（複勝）・枠番連勝複式（枠連）・馬番連勝複式（馬連）・馬番連勝単式（馬単）・拡大馬番号連勝複式（ワイド）・馬番号三連勝複式（三連複）・馬番号三連勝単式（三連単）の8種類である。
また、このほかにインターネット投票限定で5重勝単勝式（愛称WIN5）を発売している。詳細は同項目を参照。
○…発売 ▲…限定発売 ×…発売なし
| 単 勝 | 複 勝 | 枠 番 連 複 | 枠 番 連 単 | 馬 番 連 複 | 馬 番 連 単 | ワ イ ド | 三 連 複 | 三 連 単 |
| ----- | ----- | ----------- | ----------- | ----------- | ----------- | -------- | -------- | -------- |
| ○     | ○     | ○           | ×           | ○           | ○           | ○        | ○        | ○        |

中央競馬における3連単の発売は、2008年7月19日から全レース発売されている。2008年7月13日までは最終競走から数えて4競走前までの競走（12競走の場合、第9 - 12競走の4競走）に限られていた。また、2006年10月から同じ馬の単勝と複勝を同じ金額で一括購入できる「応援馬券」が発売されている。
通常は開催日の前日に出馬投票を行い馬番を抽選で決定し、開催当日にすべての競走の発売を開始する。GI級の場合は前々日に出馬投票 - 馬番決定を行い、それ以後発売を開始する。

### 投票カード
投票カード（もしくはマークカード）とは、勝馬投票券を購入する際に使用されるマークシートのカードである。ごく僅かな口頭窓口（口頭によって勝馬投票券が購入できる窓口）以外の窓口で勝馬投票券の購入の際に記入する（口頭窓口でも投票カードでの購入は可能）。現在、投票カードは4種類あり緑色の基本投票カード・ライトカード・赤色のボックス&フォーメーション・青色の連複&連単ながしである。いずれも両面印刷であるが赤色のボックス&フォーメーション・青色の連複&連単ながしのタイプは1枚で片面の利用により、どちらか一方しか利用できない。
数年に一度、デザインが変更される（近年は勝馬投票券の種類の増加に対応するための変更が多い）。昔の投票カードは自動発売機で対応の問題もあり、ある期間は利用可能であるが、余りに古い投票カードは対応できなくなる。
詳細はこちらも参照。
- JRA公式サイト『JRAビギナーズクラブ』より「馬券ガイド」

#### 緑色の基本投票カード

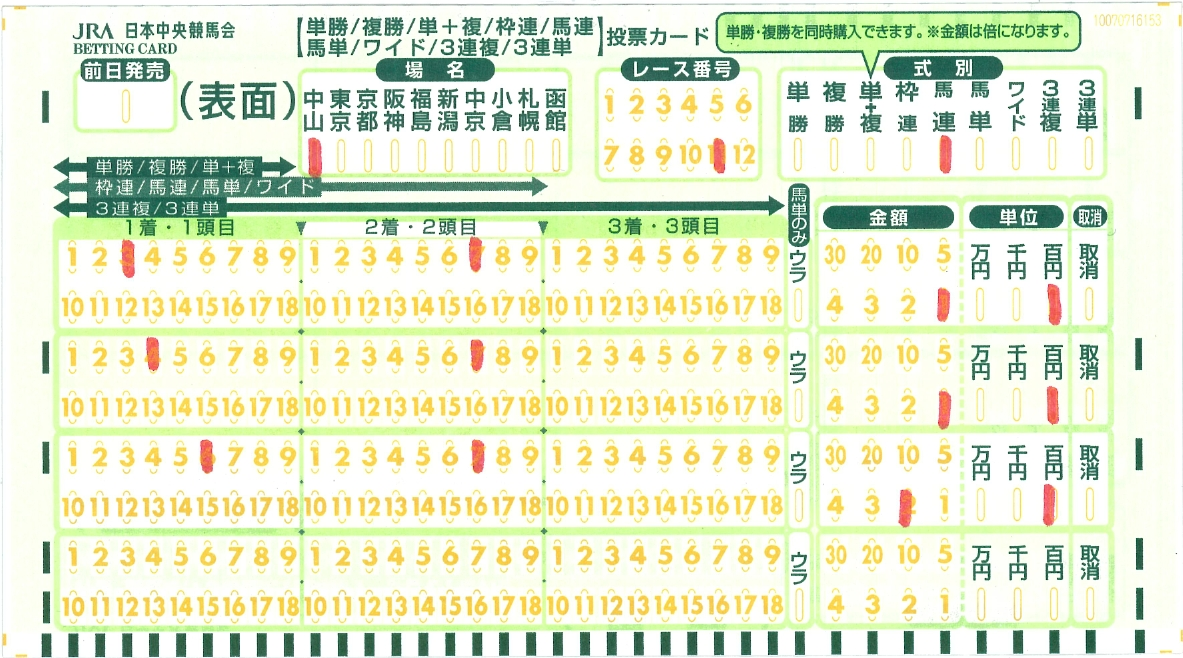
投票カードの記入例
中山競馬場の第11レース・馬連
3-7 100円 4-7 100円 6-7 200円購入の場合

緑色の基本カードは全種類の馬券に対応。両面を利用することで、1枚で1競走に1種類8点または2種類4点ずつ（馬単に限りウラを利用することで購入可能点数が増える）まで購入が可能。
1. 競走の行われる競馬場をマーク。
  - 中山・東京・京都・阪神・福島・新潟・中京・小倉・札幌・函館の10場の下にある○から1つだけ選ぶ。
    - 例えば京都のレースを投票したいなら京都の下の枠を潰す。
2. 競走番号をマーク。
  - 1 - 12の上から1つだけ塗り潰して選ぶ。
    - 第11競走を投票したいなら11の下の枠を潰す。
3. 馬券の種類をマーク。
  - 単勝、複勝、単（勝）+複（勝）（応援馬券）、枠連、馬連、ワイド、馬単、3連複、3連単の9つの下にある○から1つだけ選ぶ。
4. 枠番号（枠連のみ）または馬番号（その他7賭式）をマーク。
5. 購入金額をマーク。
  - 30,20,10,5,4,3,2,1と万円・千円・百円の組み合わせ。4800円分を購入する場合は、30・10・5・3・百円にマークすることになる。
6. 前日発売の競走（重賞など）では、カード左上の「前日発売」をマーク。
7. 馬単のみ裏（1着・2着の逆順の組み合わせ）も購入できる。
  - 馬単のみ・ウラの○枠を塗り潰すと馬券で「⇔」と「各」が登場。「8-18」をウラにマークをして購入すると8-18と18-8の2つの組み合わせを購入でき、さらに「各」は100円だったら200円となる。
8. 単+複（応援馬券）は単勝と複勝を同時に購入することになるため、マークカードに記入した金額が100円だったら購入金額は倍の200円となる。なお、この馬券に関しては好きな「馬」を応援していただくという意味をこめて馬番号および馬名の上部に「がんばれ!」（例：「がんばれ!キタサンブラック」）と言う文字が印字される。

#### ライトカード
緑色の基本投票カードをベースに、よりシンプルなデザインになっているマークカード。2009年4月25日にウインズ米子で試験導入されたのち、同年5月23日から全国の競馬場およびウインズで導入された。緑色の基本カード同様、全種類の馬券に対応しており両面を利用することで1枚で1競走に1種類5点まで購入が可能であるが、
- 表裏を利用して2つの式別を購入することは出来ない
- 応援馬券（単+複のセット馬券）を購入することは出来ない
- 馬単の表裏セットを購入することは出来ない

ことが基本カードとの違いである。
1. 競走の行われる競馬場をマーク。
2. 競走番号をマーク。
  - 1 - 12の数字の下側のマーク欄（以下同じ）を1つだけ塗り潰して選ぶ。
3. 馬券の種類をマーク。
4. 枠番号（枠連のみ）または馬番号（その他7賭式）をマーク。
5. 購入金額をマーク。

#### 赤色のボックスタイプ
赤色のボックス&フォーメーションタイプは、単勝、複勝を除く6種類の馬券に対応している。片面を利用して、1枚で1競走のボックス買いまたはフォーメーション買いのみ可能。なお、ボックス買いでは枠連のゾロ目は含まれず購入もできない。
1. 競走の行われる競馬場をマーク。
2. 競走番号をマーク
3. 馬券の種類をマーク。
4. 馬番号または枠番号をマーク。
  - 番号は何点選んでも良い。
5. 購入金額をマーク。

#### 赤色のフォーメーションタイプ
1. 競走の行われる競馬場をマーク。
2. 競走番号をマーク。
3. 馬券の種類をマーク。
4. 馬番号または枠番号をマーク。
5. 購入金額をマーク。

#### 青色の流しタイプ
青色の連複&連単流しタイプは単勝、複勝を除く6種類の馬券に対応している。両面とも流し買いのために利用されるが片面は枠連、馬連、ワイド、3連複に対応した連複流し。もう一面が馬単と3連単に対応した連単流し用であり、1枚ではどちらか片面のみが利用可能。3連複と3連単は1頭流し、2頭流しともに対応している。
1. 競走の行われる競馬場をマーク。
2. 競走番号をマーク。
3. 馬券の種類をマーク。
4. 「軸」と「相手」の馬番号または枠番号をマーク（「軸」は上表で／「相手」は下表で記入）。
5. 購入金額をマーク。

## 本馬場入場曲・発走ファンファーレ（発走合図）

### 本馬場入場曲
中央競馬では、以前から出走馬が本馬場入場する際に著名作曲家が作った入場テーマソングを演奏（テープ）している。最初に本馬場入場曲として使用されたのは、服部逸郎（レイモンド服部）作曲の行進曲「かもめ」で、国営競馬時代の1952年9月に東京競馬場で初めて流され、1953年4月からは中山競馬場や札幌競馬場、函館競馬場でも使用される様になり、その後数年間使用されたという。服部の曲は、他にも1987年まで阪神競馬場の本馬場入場曲として、行進曲「若駒」が使用されていた。
また、1969年に東京で開催された「アジア競馬会議」のテーマ曲であった渡辺岳夫作曲の「サラブレッド・マーチ」が、重賞競走用本馬場入場曲として使われる事となり、中央競馬の全競馬場で使用された。
1987年、同年に中央競馬会の略称がNCKからJRAに変更されたのを契機に、12月より4大場で、翌1988年6月には残る6場での、各競走の本馬場入場曲とファンファーレを一新する事となった。関東はすぎやまこういち、関西および北海道は鷺巣詩郎が作曲したが、「サラブレッド・マーチ」のみ関西の特別競走用に残される事になり、鷺巣によってアレンジされたものが使用された。
2008年には再び曲が変更される事になり、一般競走、特別競走、新馬戦は2008年から、重賞競走は2010年から現在の楽曲が用いられていた。作曲は、一般競走と特別競走、新馬戦は椎名邦仁が、重賞競走は岩代太郎が担当。一般競走、特別競走、GI競走を除く重賞競走の楽曲は東日本、西日本、第3場の3種類ずつ。GI競走は東日本、西日本の2種類、新馬戦は全競馬場共通で1種類が存在した。
その後、2012年以降、再び2009年までの曲がGI競走などで再使用される機会も多く、特にGI競走について八大競走と宝塚記念、チャンピオンズカップは「グレード・エクウス・マーチ」（東日本）「ザ・チャンピオン」（西日本）、それ以外のGI競走（J・GI含む）は「Glory」（東日本）「Victory Road」（西日本）と事実上使い分けられている。中には数週間に渡って全ての競走で過去の馬場入場曲を使用する開催もある。競走馬の引退式の際の本馬場入場の際にも、これらの楽曲が用いられることが多い。
また、一部競走では通常の本馬場入場曲と違う曲を使用している。
2011年は東日本大震災の影響で中山競馬場で代替施行となり、2年ぶりに福島競馬場での開催となった2012年の七夕賞は、福島県の復興を願い地元福島県出身猪苗代湖ズの「I love you & I need you ふくしま」が使用された。
2014年はスプリングステークスで『みんなのKEIBA』主題曲の「Now1」が、花のみち特別で宝塚歌劇団の「すみれの花咲く頃」が使用された。2019年は皐月賞で「Theme of SUPER KEIBA,from '95 to '07（『スーパー競馬』本馬場入場曲、『涙を馬のたてがみに〜寺山修司・競走馬の詩』メインテーマ）」が使用された。
その他の例として、カウントダウンステークス、ファイナルステークスで「ファイナルカウントダウン」（前者：2000年 後者：2001年 - ）、中山大障害で「Jump」（1999 - 2002年）「スカイ・ハイ」（2004年の第126・127回）、バレンタインステークスで「バレンタイン・キッス」（2017年 - 2018年・2024年）「チョコレイト・ディスコ」（2019年）、府中ステークスで「府中市の歌」、フリーウェイステークスで「中央フリーウェイ」、フォーチュンカップで「恋するフォーチュンクッキー」、京阪杯で「A Promising Moment」、クリスマス開催ではクリスマス関連の楽曲、樅の木賞及びクリスマスカップで「ラスト・クリスマス」（前者：2013年 - 2016年 後者：2017年）などの使用実績がある。また、中山競馬場では一時期騎手などのリクエストで本馬場入場曲を決めていた時期があった。
また2005年は当時愛知県で開催されていた日本国際博覧会「愛・地球博 」のテーマソングだった『I'll Be Your Love』が中京競馬場の一部のレースの入場曲として使われた。
新馬戦
| - 東日本 「白馬のギャロップ」 - 西日本、北海道 「炎のウィナー」 |

| - 東京 「YMCA」 - 中山 「ルール・ザ・ワールド」 - 京都 「ライディーン」 - 阪神 「オンリー・ザ・チルドレン」 - 牝馬限定 「ダンシングクイーン」 ほか開催場によって違っていた。 |

| - 「The Rising Sun」 |

一般競走
| - 東日本 「白馬のギャロップ」 - 西日本、北海道 「炎のウィナー」 |

| - 東日本 「The Majestic March」 - 西日本 「Heroes' Prelude」 - 第3場 「Green Grass March」 |

特別競走
| - 東日本 「パドックマーチ」 - 西日本、北海道 「サラブレッド・マーチ」 |

| - 東日本 「Anthem For The Braves」 - 西日本 「Legend Will Begin」 - 第3場 「Above The Sky」 |

GII・GIII競走
| - 東日本 「クロマティックマーチ」 - 西日本、北海道 「ドラマティック・ワン」 |

| - 東日本 「A Winner」 - 西日本 「Get A Chance」 - 第3場 「To The Top」 - 京阪杯（2016年 - ） 「A Promising Moment」 |

GI級競走
| - 東日本 「グレード・エクウス・マーチ」 - 西日本 「ザ・チャンピオン」 |

| - 東日本 「Glory」 - 西日本 「Victory Road」 |

### 発走ファンファーレ
発走ファンファーレは、以前は各競馬場毎に異なる曲を使用しており、統一性が無かったが、本馬場入場曲同様、1987年より曲が一新された。ファンファーレはグレード毎に設定され、2022年現在もそのまま使用されている。
演奏については、通常は事前録音されたテープを流すが、GI競走については、一部競走を除いて楽団（主に陸上自衛隊、海上自衛隊および航空自衛隊の各音楽隊、地元の交響楽団・吹奏楽団、地元の大学の吹奏楽部、NHKマイルカップに限りNHK交響楽団）による生演奏が行われている（ローカル開催（特に夏季）での重賞でも地元の音楽隊・交響楽団による生演奏が行われる場合もある）。
ただし、競馬ブームが頂点に達した1990年代前半から、GI競走を中心に観客がその曲に合わせるかの様に手拍子を打つようになり、特に観客から近いスタンド前に発走地点のある競走（例：東京芝2,400m、京都芝2,000m）などで競走馬に悪影響を与えるケースが発生した。これは、馬群がゴール前に到達するタイミングに併せて、場内放送やテレビ中継の実況のテレビカメラ映像に映り込ませることを目的に、紙吹雪・クラッカー・紙テープやゴミなどを投げ散らすもので、万一の事故を考えれば競走の公正確保にも関わる重大な問題であり、JRAは平時より幾度となく「それらの行為は絶対におやめ下さい」とファンに繰り返し告知しているが、改善は遅々として進まず、JRAは現在も苦慮し続けている。
基本的には、観客のモラルと行動の節度に訴える他ないものであるが限界があり、後に追加された障害競走のファンファーレについては、作曲の際に「手拍子を打ちにくいこと」が主要コンセプトの1つになったほどである。平地競走のファンファーレについても、手拍子の問題を理由として何度か変更の話題が上がっている。
特殊なケースとして中京競馬場で開催される名鉄杯がある。これについては特別戦であるにもかかわらず賞を提供している名古屋鉄道の看板車輛の1つである名鉄パノラマカーのミュージックホーンの音色をアレンジした独自のファンファーレが用意され、また名古屋鉄道ブラスバンド部が生演奏でファンファーレを行っている。
この他、2004年のJRAゴールデンジュビリーキャンペーンの「名馬メモリアル競走」にも特別にファンファーレが用意された。
詳細は「ファンファーレ (競馬)」を参照。
2016年現在、ファンファーレは以下21曲が使用されている。
- 東京・中山用、京都・阪神用、札幌・函館用、福島・新潟用、中京・小倉用として各3曲（一般競走用、特別競走用、GI以外の重賞競走用）ずつ
  - ただし1991年、1994年、2021年、2022年、2023年、2025年に中京・小倉の同時開催となる週が含まれる際は主場扱いの中京で京都・阪神のファンファーレが使用される（同時開催がない夏季競馬などはこの限りではない）。
- 東日本GI競走用、西日本GI競走用[注 48]
- 障害GI競走用[注 49]、GI以外の障害競走用（全競馬場共通）
- 専用ファンファーレ
  - 宝塚記念
  - 名鉄杯

#### ファンファーレの作曲者
- 東京・中山用、東日本GI用：すぎやまこういち
- 京都・阪神用、西日本GI用（宝塚記念を除く）：宮川泰
- 福島・新潟用：服部克久
- 中京・小倉用：川口真
- 札幌・函館用：鷺巣詩郎
- 障害競走用：三枝成彰
- 宝塚記念：早川太海（一般公募作品最優秀賞）
- 名鉄杯：作曲者不明[注 50]

#### 過去に使用されたファンファーレ
- 現在のファンファーレに変更される以前
  - 東京・中山・新潟 一般・特別競走、阪神 一般競走、中京 全競走 - アメリカ軍の信号ラッパ曲 "Drill Call"。なお、東京は他の競馬場とは曲調が違う。
  - 東京 重賞[注 51]競走、中山 GI競走、福島・函館 重賞競走 - アメリカ軍の信号ラッパ曲 "Fire Call"。2013年の復刻ダービースタリオンズステークス、2018年の七夕賞（山崎千裕の生演奏）、2024年のJRA70周年記念アニバーサリーステークス（生演奏）でも使用された。なお、東京は他の競馬場とは曲調が違う。
  - 中山 重賞競走、阪神 特別・重賞[注 51]競走、福島・札幌・函館 一般・特別競走 - アメリカ軍の信号ラッパ曲 "Issue"（"Provision Call"）
  - 新潟・札幌 重賞競走
  - 京都 全競走 - 曲名「衛兵の交代」（『カルメン 第2組曲』より）
- 専用ファンファーレ
  - 日本ダービー（東京）
  - オークス（東京）
    - 以上2競走は、元々は新潟・札幌の重賞競走のファンファーレを使用していたが、1970年代後半から半から「情景 招待客の入場とワルツ」（『白鳥の湖』第3幕第17曲）を使用していた。

  - 天皇賞（秋）（東京）
  - ジャパンカップ（東京） - 「情景 招待客の入場とワルツ」（『白鳥の湖』第3幕第17曲）
  - 宝塚記念（阪神） - 現在使用されている専用のファンファーレとは別に、1984年から1990年まで独自のファンファーレを使用していた。
- 名馬メモリアル競走（2004年）
  - 上半期 フランツ・フォン・スッペ（喜歌劇『軽騎兵』序曲） - 高崎競馬場（廃止）の重賞競走ファンファーレとして使用されていた。また冒頭の部分は、1987年まで、京都競馬場の全競走において出走馬が馬場に入場する際のファンファーレとして使用されていた。
  - 下半期 ジョルジュ・ビゼー（「衛兵の交代」（『カルメン 第2組曲』より）） - 過去に名古屋競馬場の一般競走ファンファーレとして使用されていた（現在は別のファンファーレが用いられている）。
- スプリングステークス（中山、2010年） - 作曲は林田健司。社杯であるフジテレビの『うまプロ!』とのコラボレーションにより、演奏された。2010年1回限りの使用である。
- マイルチャンピオンシップ南部杯（東京、2011年） - この年の南部杯は東京競馬場で行われたが、ファンファーレは盛岡競馬場で使用されている曲(岩手競馬JpnI用ファンファーレ)を使用した。
- 宝塚市制60周年記念（阪神、2014年） - 手塚治虫原作『鉄腕アトム』の主題歌「鉄腕アトム」をアレンジしたファンファーレ。
- 北辰特別、大倉山特別（札幌、2014年） - 「札幌オリンピック・ファンファーレ」をアレンジしたファンファーレ。
- 花のみちステークス（阪神、2014年 - 2015年） - 2014年に「宝塚歌劇100周年記念 花のみち特別」として施行。2015年から「花のみちステークス」として施行され、いずれもオリジナルファンファーレが演奏された。宝塚歌劇団の「すみれの花咲く頃」をアレンジしたファンファーレが演奏された。2016年からは通常の特別競走のファンファーレに戻っている。
- リボン賞（阪神、2015年） - 以前から実施されていた競走で、2015年は兵庫県宝塚市出身の手塚治虫原作『リボンの騎士』の主題歌「リボンの騎士」をアレンジしたファンファーレが演奏された。2016年からは通常の特別競走のファンファーレに戻っている。

### CD

#### 中央競馬のファンファーレ「KING OF TURF」
本節ではすぎやまプロデュースによりポリグラム株式会社から発売・販売されているCDについて記述する。
- 企画・監修：すぎやまこういち
- 演奏：津堅直弘ブラス・アンサンブル（全トラック）
- 収録日：1998年2月15日
- 発売日：1998年4月1日
- 定価：2500円（税抜2381円）
- 規格品番：POCX-1095
- オリコン最高位50位

| 中央競馬のファンファーレ「KING OF TURF」 | 中央競馬のファンファーレ「KING OF TURF」 | 中央競馬のファンファーレ「KING OF TURF」 | 中央競馬のファンファーレ「KING OF TURF」 | 中央競馬のファンファーレ「KING OF TURF」        |
| #                                        | 種別                                     | 競馬場                                   | 作曲                                     | 競走・曲名                                      |
| ---------------------------------------- | ---------------------------------------- | ---------------------------------------- | ---------------------------------------- | ----------------------------------------------- |
| 1                                        | ファンファーレ （全曲楽譜付）            | 東京・中山                               | すぎやまこういち                         | G1競走                                          |
| 2                                        | ファンファーレ （全曲楽譜付）            | 東京・中山                               | すぎやまこういち                         | 重賞競走                                        |
| 3                                        | ファンファーレ （全曲楽譜付）            | 東京・中山                               | すぎやまこういち                         | 特別競走                                        |
| 4                                        | ファンファーレ （全曲楽譜付）            | 東京・中山                               | すぎやまこういち                         | 一般競走                                        |
| 5                                        | ファンファーレ （全曲楽譜付）            | 西日本                                   | 宮川泰                                   | G1競走                                          |
| 6                                        | ファンファーレ （全曲楽譜付）            | 京都・阪神                               | 宮川泰                                   | 重賞競走                                        |
| 7                                        | ファンファーレ （全曲楽譜付）            | 京都・阪神                               | 宮川泰                                   | 特別競走                                        |
| 8                                        | ファンファーレ （全曲楽譜付）            | 京都・阪神                               | 宮川泰                                   | 一般競走                                        |
| 9                                        | ファンファーレ （全曲楽譜付）            | 中京・小倉                               | 川口真                                   | 重賞競走                                        |
| 10                                       | ファンファーレ （全曲楽譜付）            | 中京・小倉                               | 川口真                                   | 特別競走                                        |
| 11                                       | ファンファーレ （全曲楽譜付）            | 中京・小倉                               | 川口真                                   | 一般競走                                        |
| 12                                       | ファンファーレ （全曲楽譜付）            | 福島・新潟                               | 服部克久                                 | 重賞競走                                        |
| 13                                       | ファンファーレ （全曲楽譜付）            | 福島・新潟                               | 服部克久                                 | 特別競走                                        |
| 14                                       | ファンファーレ （全曲楽譜付）            | 福島・新潟                               | 服部克久                                 | 一般競走                                        |
| 15                                       | ファンファーレ （全曲楽譜付）            | 札幌・函館                               | 鷺巣詩郎                                 | 重賞競走                                        |
| 16                                       | ファンファーレ （全曲楽譜付）            | 札幌・函館                               | 鷺巣詩郎                                 | 特別競走                                        |
| 17                                       | ファンファーレ （全曲楽譜付）            | 札幌・函館                               | 鷺巣詩郎                                 | 一般競走                                        |
| 18                                       | マーチ                                   | 東京・中山                               | すぎやまこういち                         | グレード・エクウス・マーチ（Grade Eques March） |
| 19                                       | マーチ                                   | 東京・中山                               | すぎやまこういち                         | クロマティック・マーチ（Chromatic March）       |
| 20                                       | マーチ                                   | 東京・中山                               | すぎやまこういち                         | パドック・マーチ（Paddock March）               |
| 21                                       | マーチ                                   | 東京・中山                               | すぎやまこういち                         | 白馬のギャロップ（White Horse Gallop）          |
| 22                                       | マーチ                                   | 東京・中山                               | すぎやまこういち                         | キング・オブ・ターフ（King Of Turf）            |

なお、2001年9月27日に「KING OF TURF - 中央競馬のファンファーレ 2001年完全盤 - 」として、宝塚記念と障害競走のファンファーレを追加したCDが発売された。曲目は以下のとおり。
| KING OF TURF - 中央競馬のファンファーレ 2001年完全盤 - | KING OF TURF - 中央競馬のファンファーレ 2001年完全盤 - | KING OF TURF - 中央競馬のファンファーレ 2001年完全盤 - | KING OF TURF - 中央競馬のファンファーレ 2001年完全盤 - | KING OF TURF - 中央競馬のファンファーレ 2001年完全盤 - |
| #                                                      | 種別                                                   | 競馬場                                                 | 作曲                                                   | 競走・曲名                                             |
| ------------------------------------------------------ | ------------------------------------------------------ | ------------------------------------------------------ | ------------------------------------------------------ | ------------------------------------------------------ |
| 1                                                      | ファンファーレ （全曲楽譜付）                          | 東日本                                                 | すぎやまこういち                                       | G1競走                                                 |
| 2                                                      | ファンファーレ （全曲楽譜付）                          | 東京・中山                                             | すぎやまこういち                                       | 重賞競走                                               |
| 3                                                      | ファンファーレ （全曲楽譜付）                          | 東京・中山                                             | すぎやまこういち                                       | 特別競走                                               |
| 4                                                      | ファンファーレ （全曲楽譜付）                          | 東京・中山                                             | すぎやまこういち                                       | 一般競走                                               |
| 5                                                      | ファンファーレ （全曲楽譜付）                          | 西日本                                                 | 宮川泰                                                 | G1競走                                                 |
| 6                                                      | ファンファーレ （全曲楽譜付）                          | 京都・阪神                                             | 宮川泰                                                 | 重賞競走                                               |
| 7                                                      | ファンファーレ （全曲楽譜付）                          | 京都・阪神                                             | 宮川泰                                                 | 特別競走                                               |
| 8                                                      | ファンファーレ （全曲楽譜付）                          | 京都・阪神                                             | 宮川泰                                                 | 一般競走                                               |
| 9                                                      | ファンファーレ （全曲楽譜付）                          | 阪神                                                   | 早川太海                                               | 宝塚記念                                               |
| 10                                                     | ファンファーレ （全曲楽譜付）                          | 中京・小倉                                             | 川口真                                                 | 重賞競走                                               |
| 11                                                     | ファンファーレ （全曲楽譜付）                          | 中京・小倉                                             | 川口真                                                 | 特別競走                                               |
| 12                                                     | ファンファーレ （全曲楽譜付）                          | 中京・小倉                                             | 川口真                                                 | 一般競走                                               |
| 13                                                     | ファンファーレ （全曲楽譜付）                          | 福島・新潟                                             | 服部克久                                               | 重賞競走                                               |
| 14                                                     | ファンファーレ （全曲楽譜付）                          | 福島・新潟                                             | 服部克久                                               | 特別競走                                               |
| 15                                                     | ファンファーレ （全曲楽譜付）                          | 福島・新潟                                             | 服部克久                                               | 一般競走                                               |
| 16                                                     | ファンファーレ （全曲楽譜付）                          | 札幌・函館                                             | 鷺巣詩郎                                               | 重賞競走                                               |
| 17                                                     | ファンファーレ （全曲楽譜付）                          | 札幌・函館                                             | 鷺巣詩郎                                               | 特別競走                                               |
| 18                                                     | ファンファーレ （全曲楽譜付）                          | 札幌・函館                                             | 鷺巣詩郎                                               | 一般競走                                               |
| 19                                                     | ファンファーレ （全曲楽譜付）                          | 中山                                                   | 三枝成彰                                               | J・GI競走（障害競走）                                  |
| 20                                                     | ファンファーレ （全曲楽譜付）                          | 全場                                                   | 三枝成彰                                               | 重賞競走・一般競走（障害競走）                         |
| 21                                                     | マーチ                                                 | 東京・中山                                             | すぎやまこういち                                       | グレード・エクウス・マーチ（Grade Eques March）        |
| 22                                                     | マーチ                                                 | 東京・中山                                             | すぎやまこういち                                       | クロマティック・マーチ（Chromatic March）              |
| 23                                                     | マーチ                                                 | 東京・中山                                             | すぎやまこういち                                       | パドック・マーチ（Paddock March）                      |
| 24                                                     | マーチ                                                 | 東京・中山                                             | すぎやまこういち                                       | 白馬のギャロップ（White Horse Gallop）                 |
| 25                                                     | マーチ                                                 | 東京・中山                                             | すぎやまこういち                                       | キング・オブ・ターフ（King Of Turf）                   |

#### Road to Glory 〜 岩代太郎 本馬場入場曲（JRA GI・GII・GIII） 〜
本節では岩代プロデュースによりエイベックス・グループ・ホールディングス株式会社から発売・販売されているCDについて記述する。
- 企画・監修・作曲・演奏：岩代太郎
- 発売日：2012年4月18日
- 定価：1800円（税抜1714円）
- 規格品番：AVCD-38499

| 1 | 関東主場GI競走   | Glory        |
| 2 | 関西主場GI競走   | Victory Road |
| 3 | 関東主場重賞競走 | A Winner     |
| 4 | 関西主場重賞競走 | Get A Chance |
| 5 | 従場重賞競走     | To The Top   |

## 競馬中継放送
民放テレビジョンにおけるJRA主催の競馬中継番組の場合、放送中、主に番組の冒頭や最後に、「提供 ○○（スポンサー名）」とは別に「主催 JRA」の表示が出る。これは、テレビ局が賭博を行っているのではなく、違法性阻却される主催者による競走施行であることを明示するためである。
地上波では、主にFNSとTXNの系列局などで放送される。

### テレビの実況中継

#### キー局系地上波・関東地区
- ウイニング競馬（テレビ東京 土曜日）
- みんなのKEIBA（フジテレビ 日曜日）

期間限定
- TVhサマー競馬（テレビ北海道 土曜日）
- KEIBAプレミア（北海道文化放送 日曜日）
- エキサイティング競馬（福島テレビ 土・日曜日）
- ワンダフル競馬（新潟放送 土曜日）
- NSTみんなのKEIBA（新潟総合テレビ 日曜日）

#### キー局系地上波・関西地区
- KEIBA BEAT（関西テレビ・東海テレビ・テレビ西日本 日曜日 うち東海テレビ・テレビ西日本は期間限定）

かつてはTVQ九州放送は小倉開催（1-2月分の土曜日のみ）、テレビ愛知は中京開催（3・12月分の土曜日のみ）を担当していたが現在は制作は行っておらず、KBS京都制作の中継内でJRAの公式映像（音源：ラジオNIKKEI）を使用し中継する程度である。

#### 地上波独立県域局
- うまDOKI（KBS京都 土曜日）

#### 衛星放送
- ウイニング競馬（BSテレ東 土曜日 テレビ東京とサイマル放送）
- BSイレブン競馬中継（BS11 土・日曜日）
- BSスーパーKEIBA（BSフジ 日曜日）
- 中央競馬中継（グリーンチャンネル 有料放送）

その他の中央競馬中継は中央競馬テレビ・ラジオ中継一覧参照

### 公式映像の配信
JRAの公式映像は、有料の衛星放送・グリーンチャンネル、並びに無料放送のBS11（BSイレブン競馬中継）などで配信されているが、2023年3月25日以後、中央競馬の全開催日・全競馬場・全レースのライブ映像を配信している。特別な会員手続きや利用料は一切不要で、パソコン・タブレット、スマートフォンから視聴できるようになっている。レース以外のオッズ・関連情報などの映像は提供しない。なおこれに先駆け、同2月25日から3月19日の中央競馬全開催日に、配信するレース数は限定されるが、実証試験配信を実施している。